# Ossun
Ne doit pas être confondu avec Ossen ou Ossun-ez-Angles.
Pour l’article homonyme, voir Ossun (Louisiane).
Ossun est une commune française située dans l'ouest du département des Hautes-Pyrénées, en région Occitanie.
Sur le plan historique et culturel, la commune est dans l’ancien comté de Bigorre, comté historique des Pyrénées françaises et de Gascogne. Exposée à un climat océanique altéré, elle est drainée par le Gabas, le Souy, le Mardaing, le Gabastou et par divers autres petits cours d'eau. La commune possède un patrimoine naturel remarquable composé de six zones naturelles d'intérêt écologique, faunistique et floristique.
Ossun est une commune rurale qui compte 2 352 habitants en 2022. Elle est dans l'unité urbaine monocommunale d'Ossun et fait partie de l'aire d'attraction de Tarbes. Ses habitants sont appelés les Ossunois ou  Ossunoises.

## Géographie

### Localisation
La commune d'Ossun se trouve dans le département des Hautes-Pyrénées, en région Occitanie.
Elle se situe à 9 km à vol d'oiseau de Tarbes, préfecture du département
, bureau centralisateur du canton d'Ossun dont dépend la commune depuis 2015 pour les élections départementales
La commune fait en outre partie du bassin de vie de Tarbes.
Les communes les plus proches sont : 
Azereix (3,1 km), Louey (3,9 km), Lanne (4,0 km), Juillan (4,5 km), Hibarette (5,4 km), Bénac (5,4 km), Adé (5,6 km), Averan (5,8 km).
Sur le plan historique et culturel, Ossun fait partie de l’ancien comté de Bigorre, comté historique des Pyrénées françaises et de Gascogne créé au IXe siècle puis rattaché au domaine royal en 1302, inclus ensuite au comté de Foix en 1425 puis une nouvelle fois rattaché au royaume de France en 1607. La commune est dans le pays de Tarbes et de la Haute Bigorre.

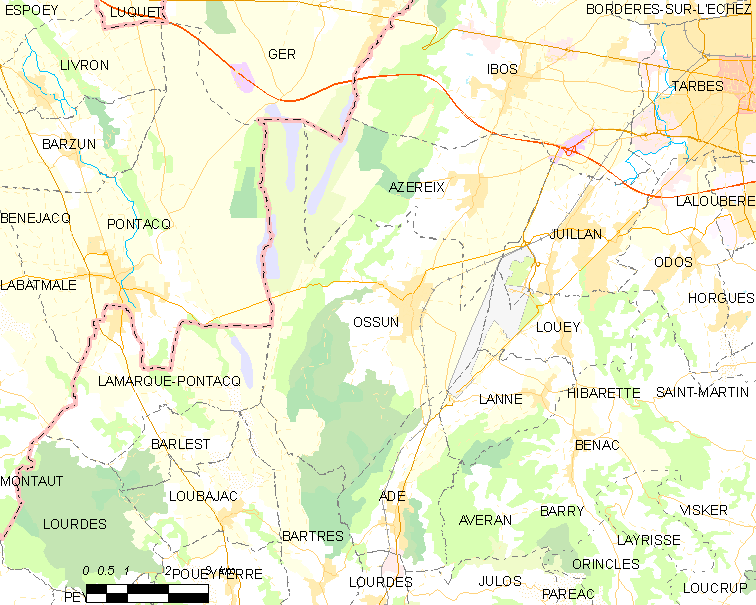
Carte de la commune d'Ossun et des proches communes.

| Ger (Pyrénées-Atlantiques)     | Azereix | Juillan (par un quadripoint), Louey |
| Pontacq (Pyrénées-Atlantiques) | Ossun   | Lanne                               |
| Lamarque-Pontacq               | Bartrès | Adé                                 |

### Hydrographie
La commune est dans le bassin de l'Adour, au sein du bassin hydrographique Adour-Garonne. Elle est drainée par le Gabas, le Souy, le Mardaing, le Gabastou, un bras du Mardaing, le Sanquia, ravin des bignes, le ruisseau de la Mourelle, le ruisseau de Létou, le ruisseau de Marcadieu et par divers petits cours d'eau, constituant un réseau hydrographique de 37 km de longueur totale,.
Le Gabas, d'une longueur totale de 116,7 km, prend sa source dans la commune et s'écoule vers le nord-est. Il traverse la commune et se jette dans l'Adour à Souprosse, après avoir traversé 43 communes.
Le Souy, d'une longueur totale de 24,7 km, prend sa source dans la commune et s'écoule vers le nord. Il traverse la commune et se jette dans le Luy à Siarrouy, après avoir traversé 8 communes.
Le Mardaing, d'une longueur totale de 19 km, prend sa source dans la commune de Bartrès et s'écoule vers le nord. Il traverse la commune et se jette dans le Souy à Bordères-sur-l'Échez, après avoir traversé 5 communes.

### Climat
Le climat qui caractérise la commune est qualifié, en 2010, de « climat océanique altéré », selon la typologie des climats de la France qui compte alors huit grands types de climats en métropole. En 2020, la commune ressort du même type de climat dans la classification établie par Météo-France, qui ne compte désormais, en première approche, que cinq grands types de climats en métropole. Il s’agit d’une zone de transition entre le climat océanique et les climats de montagne et le climat semi-continental. Les écarts de température entre hiver et été augmentent avec l'éloignement de la mer. La pluviométrie est plus faible qu'en bord de mer, sauf aux abords des reliefs.
Les paramètres climatiques qui ont permis d’établir la typologie de 2010 comportent six variables pour les températures et huit pour les précipitations, dont les valeurs correspondent à la normale 1971-2000. Les sept principales variables caractérisant la commune sont présentées dans l'encadré ci-après.
| Paramètres climatiques communaux sur la période 1971-2000 - Moyenne annuelle de température : 12,4 °C - Nombre de jours avec une température inférieure à −5 °C : 1,6 j - Nombre de jours avec une température supérieure à 30 °C : 5,1 j - Amplitude thermique annuelle : 13,9 °C - Cumuls annuels de précipitation : 1 146 mm - Nombre de jours de précipitation en janvier : 10,7 j - Nombre de jours de précipitation en juillet : 8,4 j |

Avec le changement climatique, ces variables ont évolué. Une étude réalisée en 2014 par la Direction générale de l'Énergie et du Climat complétée par des études régionales prévoit en effet que la  température moyenne devrait croître et la pluviométrie moyenne baisser, avec toutefois de fortes variations régionales. La station météorologique de Météo-France installée sur la commune et mise en service en 1946 permet de connaître en continu l'évolution des indicateurs météorologiques. Le tableau détaillé pour la période 1981-2010 est présenté ci-après.
La température moyenne annuelle évolue de 12,2 °C pour la période 1971-2000, à 12,6 °C pour 1981-2010, puis à 12,9 °C pour 1991-2020.
| Mois                                  | jan.             | fév.             | mars            | avril           | mai             | juin           | jui.            | août           | sep.            | oct.            | nov.            | déc.             | année      |
| ------------------------------------- | ---------------- | ---------------- | --------------- | --------------- | --------------- | -------------- | --------------- | -------------- | --------------- | --------------- | --------------- | ---------------- | ---------- |
| Température minimale moyenne (°C)     | 1                | 1,5              | 3,7             | 5,6             | 9,5             | 12,8           | 14,9            | 14,9           | 11,9            | 8,7             | 4,3             | 1,8              | 7,6        |
| Température moyenne (°C)              | 5,6              | 6,4              | 8,9             | 10,7            | 14,5            | 17,8           | 20              | 20,1           | 17,4            | 13,8            | 9               | 6,4              | 12,6       |
| Température maximale moyenne (°C)     | 10,3             | 11,3             | 14,2            | 15,8            | 19,5            | 22,8           | 25,1            | 25,2           | 22,8            | 19              | 13,7            | 11               | 17,6       |
| Record de froid (°C) date du record   | −17,9 08.01.1985 | −14,4 11.02.1956 | −9,8 06.03.1971 | −3,4 13.04.1958 | −1,8 01.05.1960 | 2,3 03.06.1962 | 5,9 08.07.1954  | 5,3 30.08.1956 | 0,7 25.09.02    | −3,3 25.10.03   | −9,6 23.11.1988 | −13,4 28.12.1962 | −17,9 1985 |
| Record de chaleur (°C) date du record | 22,6 28.01.1966  | 29,2 29.02.1960  | 29,1 17.03.1947 | 30,1 30.04.05   | 32,9 30.05.01   | 37,9 22.06.03  | 38,2 08.07.1982 | 39 13.08.03    | 35,8 16.09.1964 | 33,8 02.10.1985 | 27,6 23.11.1992 | 26,1 24.12.1983  | 39 2003    |
| Ensoleillement (h)                    | 118,3            | 129,2            | 169,2           | 170,2           | 189,1           | 197,9          | 204,9           | 206            | 189,8           | 150,6           | 117,5           | 108,7            | 1 951,2    |
| Précipitations (mm)                   | 95               | 81,1             | 87              | 111,7           | 111,6           | 78             | 56              | 68,1           | 71,6            | 88,1            | 102,5           | 96,7             | 1 047,4    |

### Milieux naturels et biodiversité
L’inventaire des zones naturelles d'intérêt écologique, faunistique et floristique (ZNIEFF) a pour objectif de réaliser une couverture des zones les plus intéressantes sur le plan écologique, essentiellement dans la perspective d’améliorer la connaissance du patrimoine naturel national et de fournir aux différents décideurs un outil d’aide à la prise en compte de l’environnement dans l’aménagement du territoire.
Cinq ZNIEFF de type 1 sont recensées sur la commune :
- le « bois des collines de l'ouest tarbais » (3 095 ha), couvrant 13 communes dont deux dans les Pyrénées-Atlantiques et 11 dans les Hautes-Pyrénées[21] ;
- les « landes humides du plateau de Ger » (805 ha), couvrant 5 communes dont deux dans les Pyrénées-Atlantiques et trois dans les Hautes-Pyrénées[22] ;
- le « marais de la Matole et chênaie atlantique d'Ossun » (157 ha)[23] ;
- le « réseau hydrographique de l'Échez » (392 ha), couvrant 26 communes dont trois dans les Pyrénées-Atlantiques et 23 dans les Hautes-Pyrénées[24] ;
- les « tourbières de Couet-Daban et de Gabastou » (47 ha), couvrant 3 communes dont une dans les Pyrénées-Atlantiques et deux dans les Hautes-Pyrénées[25] ;

et une ZNIEFF de type 2, : 
le « plateau de Ger et coteaux de l'ouest tarbais » (6 409 ha), couvrant 26 communes dont six dans les Pyrénées-Atlantiques et 20 dans les Hautes-Pyrénées.

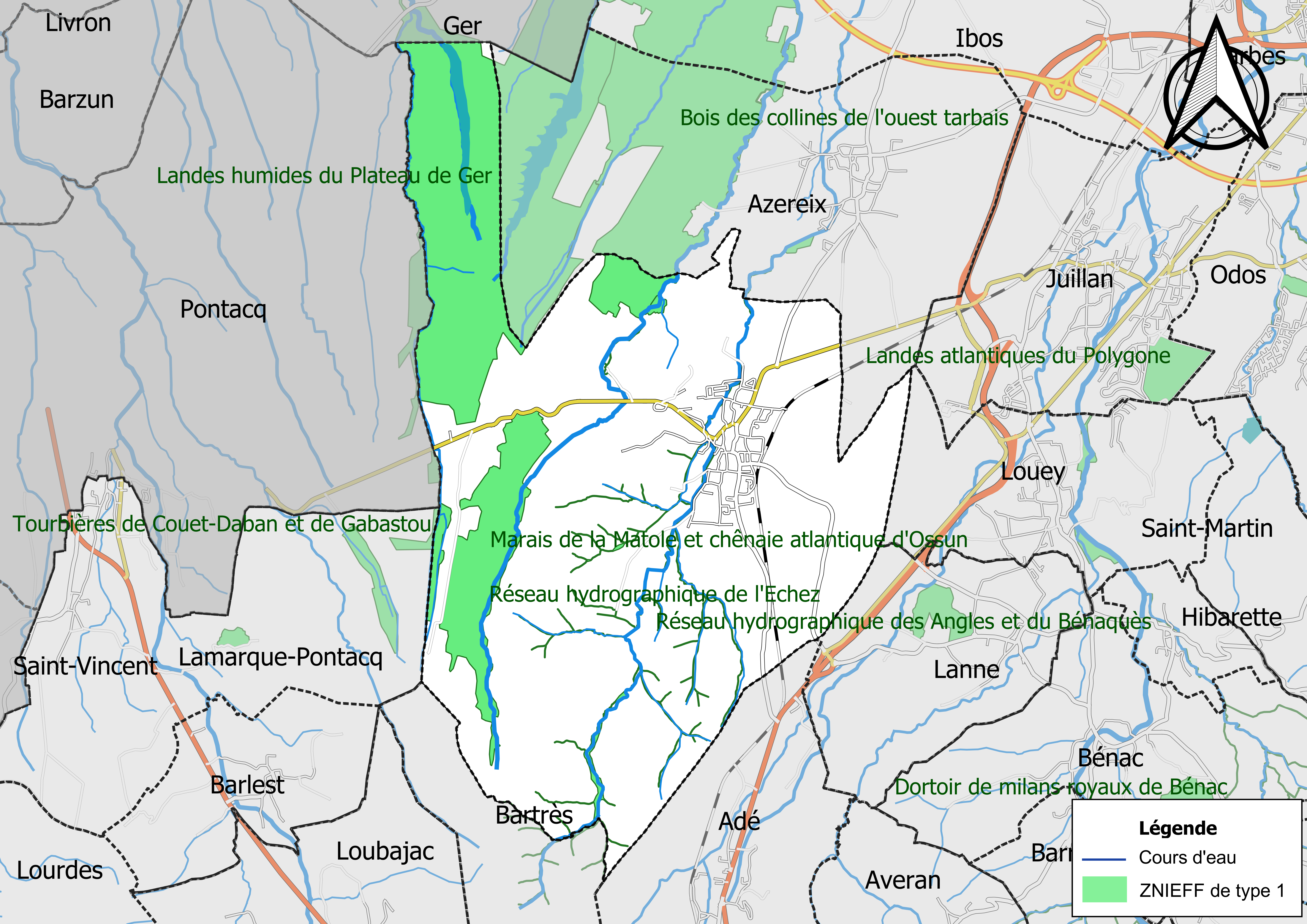
Carte des ZNIEFF de type 1 sur la commune.
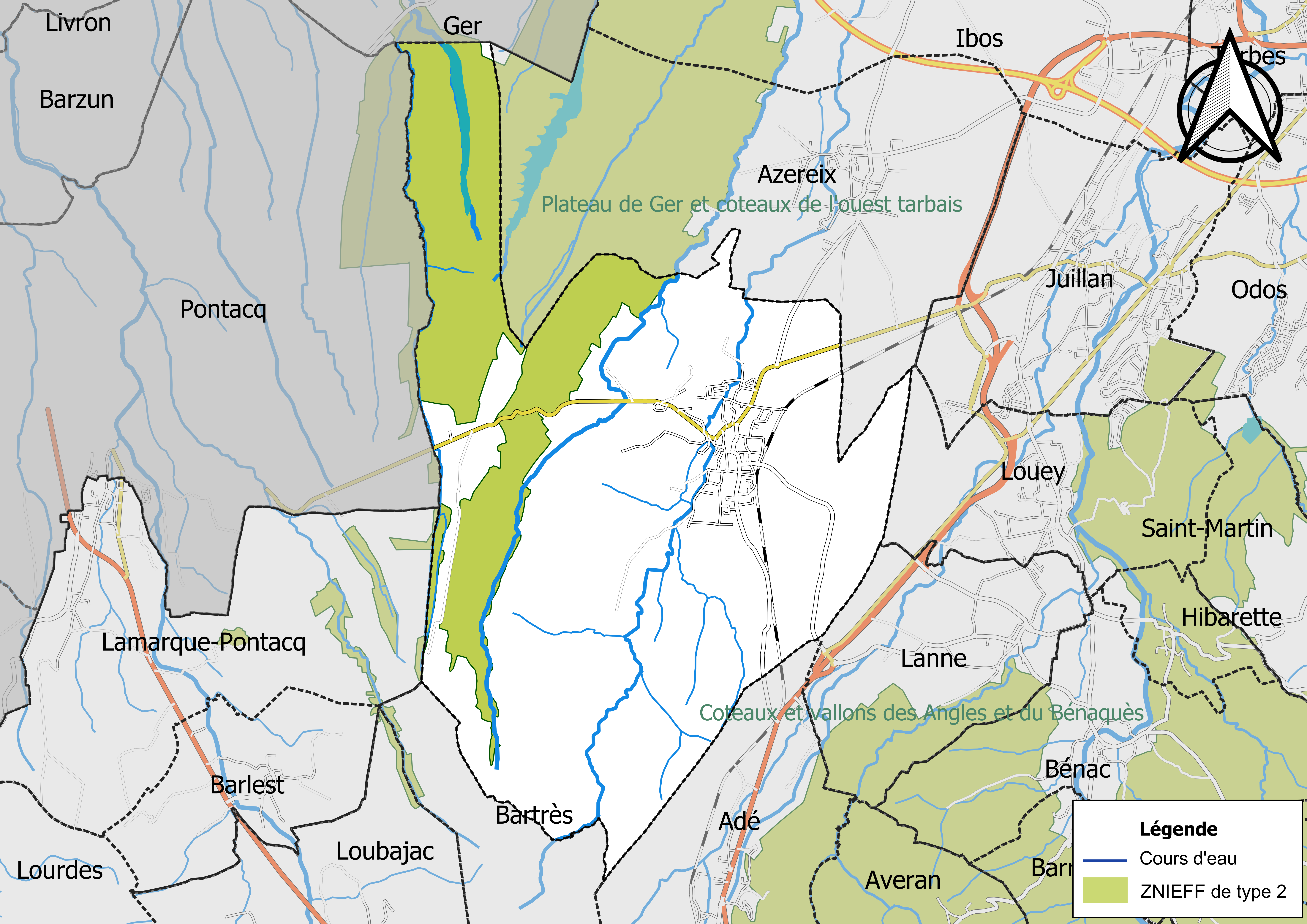
Carte de la ZNIEFF de type 2 sur la commune.

## Urbanisme

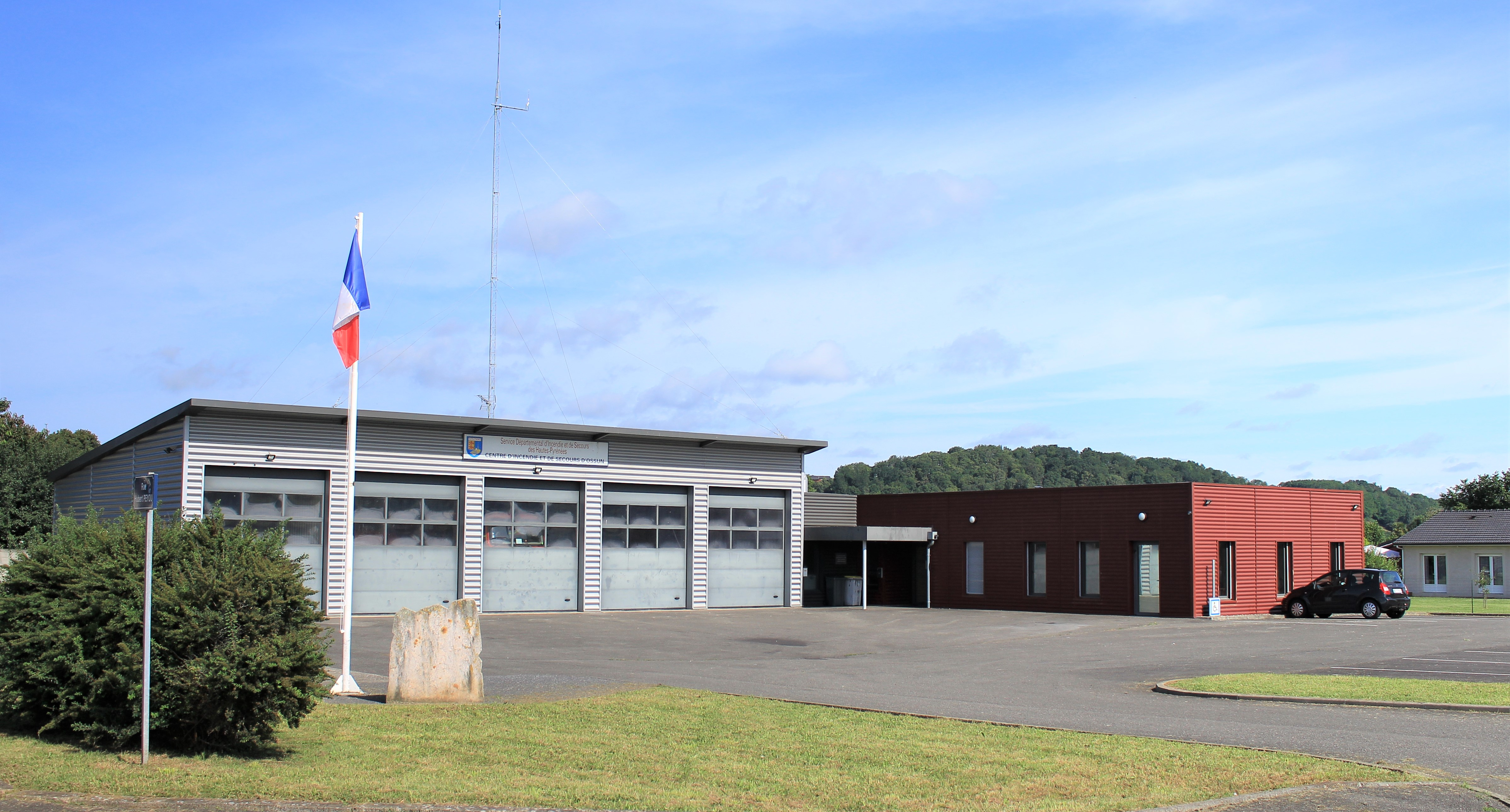
Le centre de secours.

### Typologie
Au 1er janvier 2024, Ossun est catégorisée bourg rural, selon la nouvelle grille communale de densité à sept niveaux définie par l'Insee en 2022.
Elle appartient à l'unité urbaine d'Ossun, une unité urbaine monocommunale constituant une ville isolée,. Par ailleurs la commune fait partie de l'aire d'attraction de Tarbes, dont elle est une commune de la couronne,. Cette aire, qui regroupe 153 communes, est catégorisée dans les aires de 50 000 à moins de 200 000 habitants,.

### Occupation des sols
L'occupation des sols de la commune, telle qu'elle ressort de la base de données européenne d’occupation biophysique des sols Corine Land Cover (CLC), est marquée par l'importance des forêts et milieux semi-naturels (45,2 % en 2018), une proportion sensiblement équivalente à celle de 1990 (45,8 %). La répartition détaillée en 2018 est la suivante : 
forêts (35,3 %), terres arables (23,1 %), prairies (17,3 %), milieux à végétation arbustive et/ou herbacée (10 %), zones urbanisées (4,6 %), zones industrielles ou commerciales et réseaux de communication (3,3 %), zones humides intérieures (3 %), zones agricoles hétérogènes (2,9 %), mines, décharges et chantiers (0,6 %).
L'IGN met par ailleurs à disposition un outil en ligne permettant de comparer l’évolution dans le temps de l’occupation des sols de la commune (ou de territoires à des échelles différentes). Plusieurs époques sont accessibles sous forme de cartes ou photos aériennes : la carte de Cassini (XVIIIe siècle), la carte d'état-major (1820-1866) et la période actuelle (1950 à aujourd'hui).

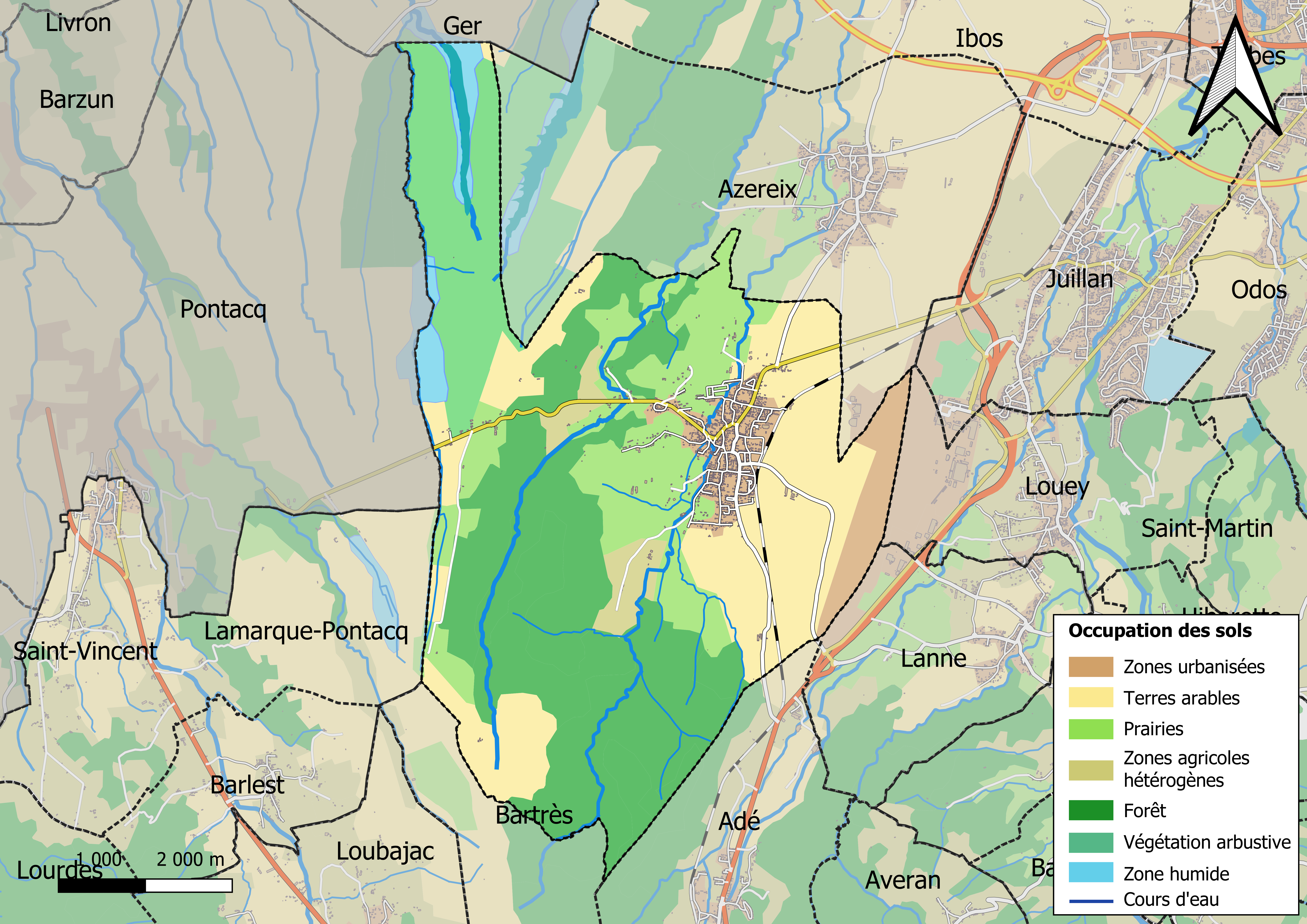
Carte des infrastructures et de l'occupation des sols en 2018 (CLC) de la commune.
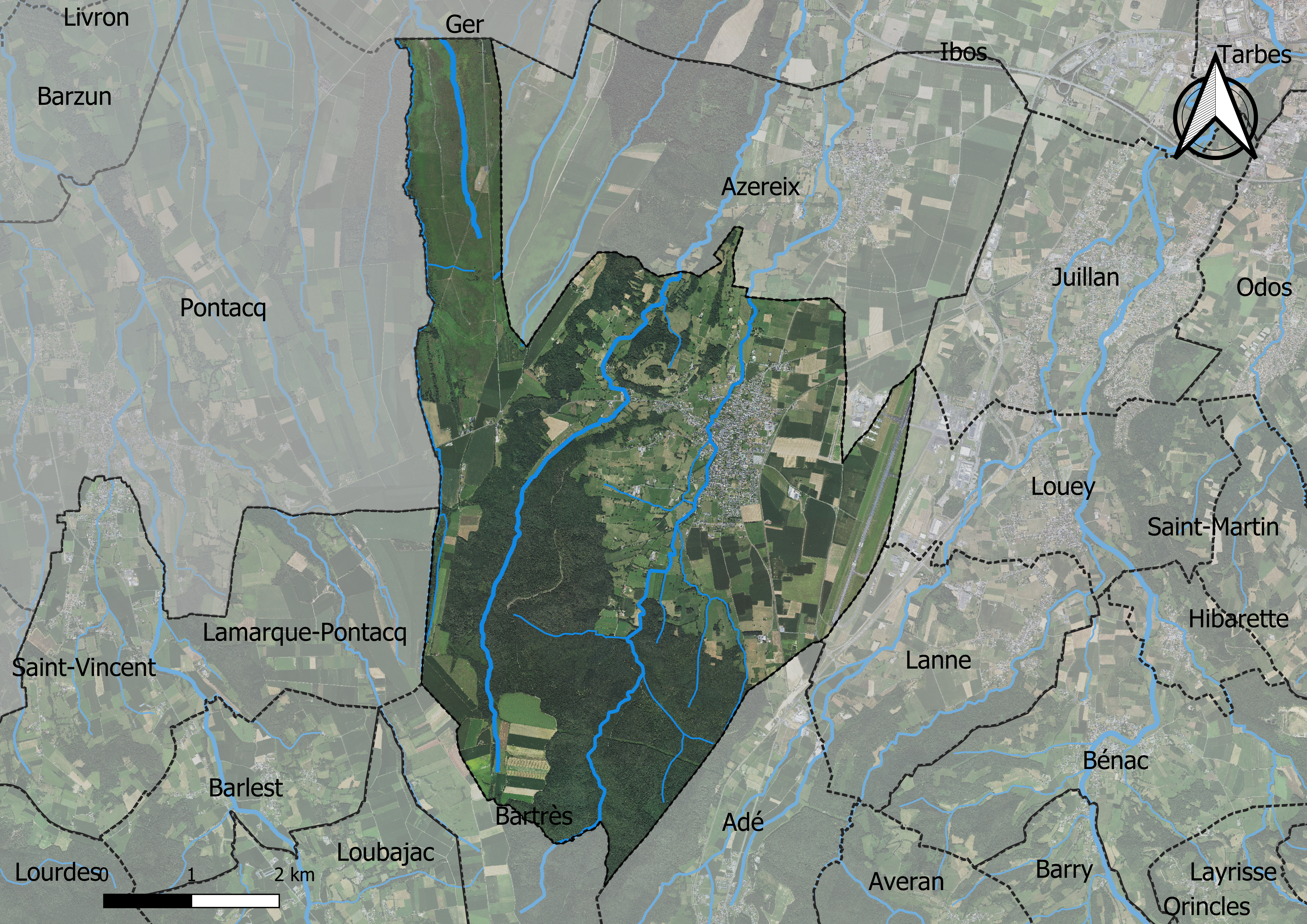
Carte orthophotogrammétrique de la commune.

### Voies de communication et transports
Ossun est traversée par la RD 936, ancienne RN 636, bordée par la RN 21 et desservie par la toute proche A64.
La gare d'Ossun est desservie plusieurs fois par jour par des trains TER.
Implanté sur la commune du fait de la proximité de Lourdes et Tarbes, l'aéroport de Tarbes-Lourdes-Pyrénées assure plusieurs liaisons quotidiennes avec celui d'Orly à Paris ainsi que des vols charters saisonniers ou ponctuels en provenance et à destination de grandes villes européennes.

Sélection de vues de l'aéroport
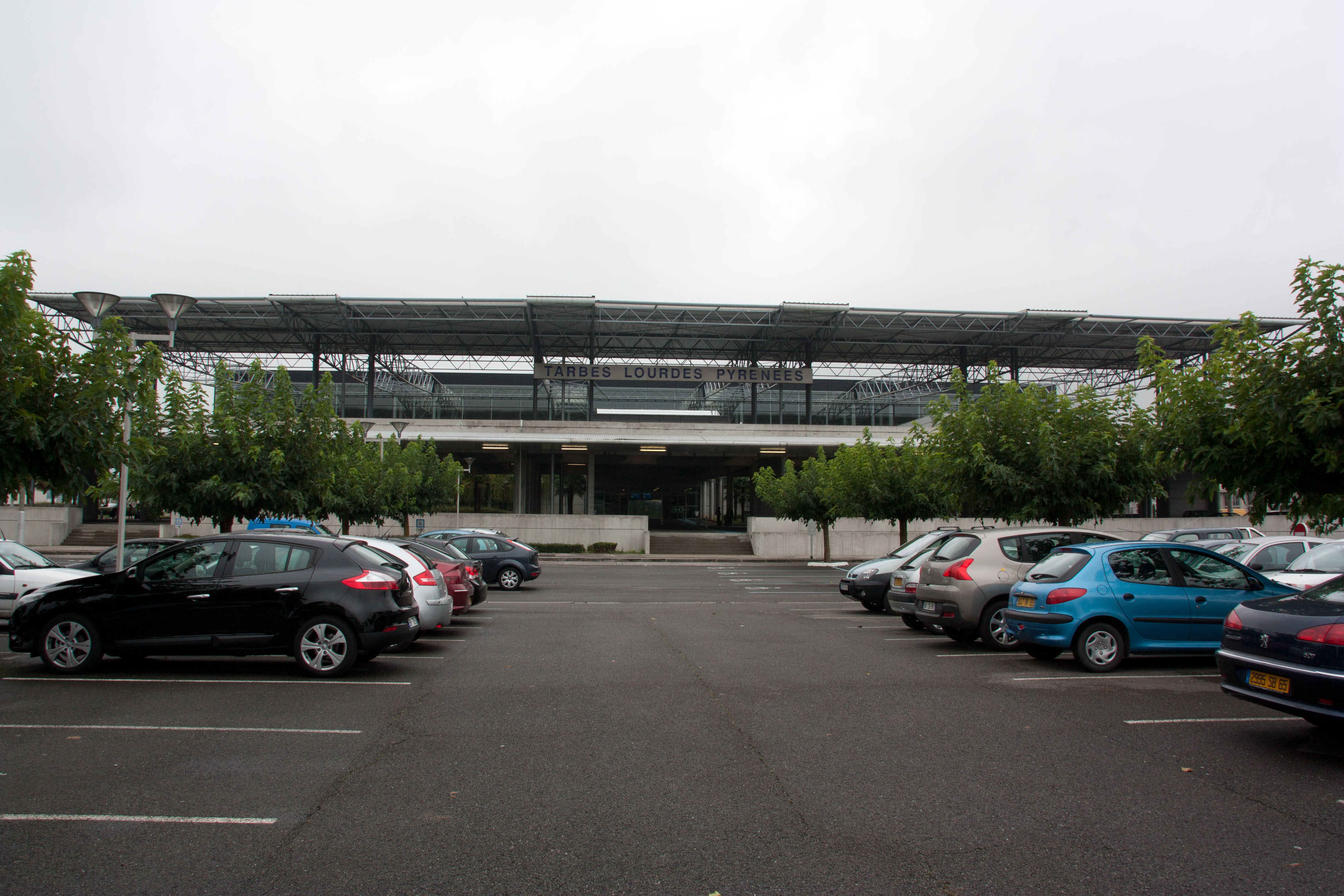
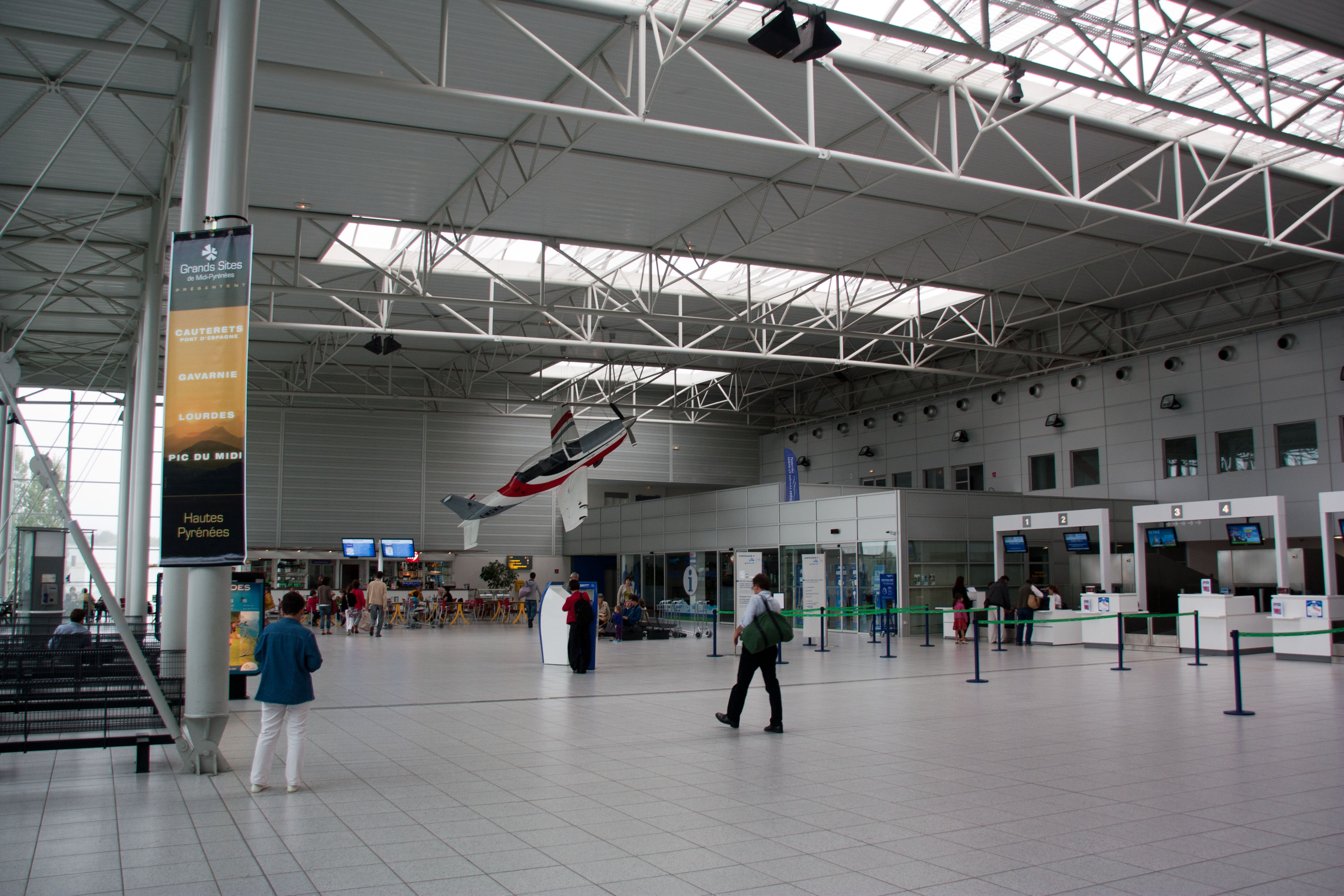
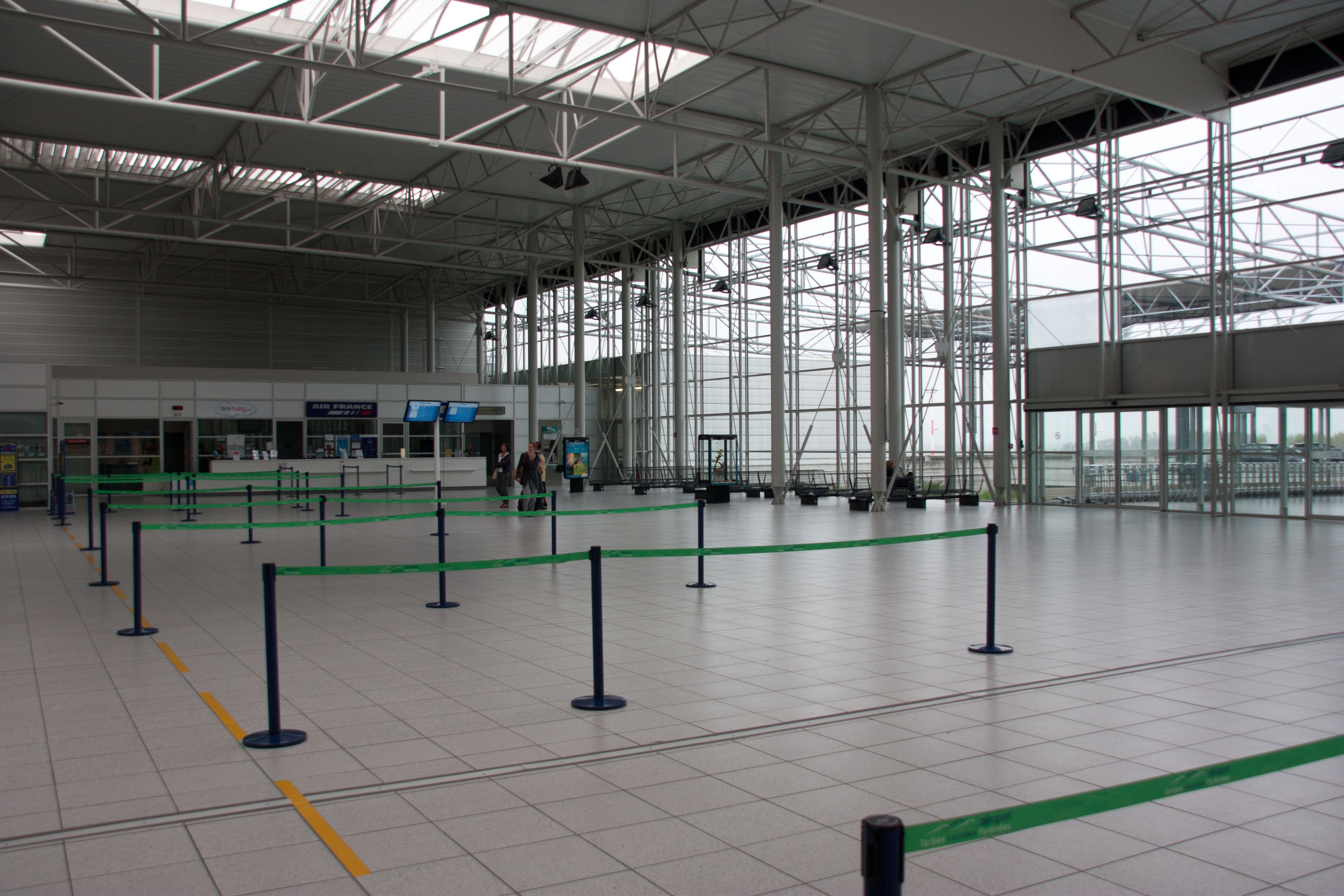

Sélection de vues des installations sur la ligne de Toulouse à Bayonne.
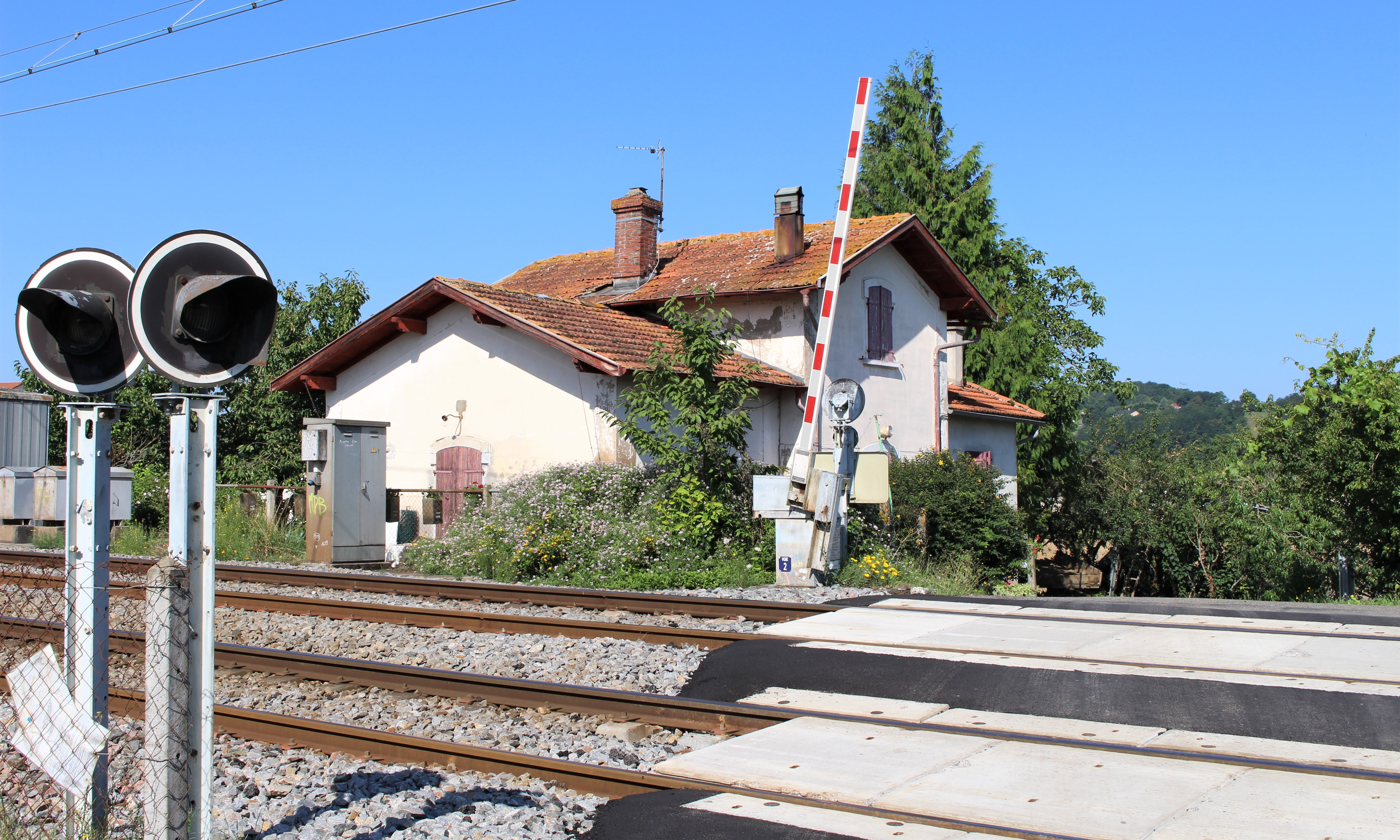
PN 172.
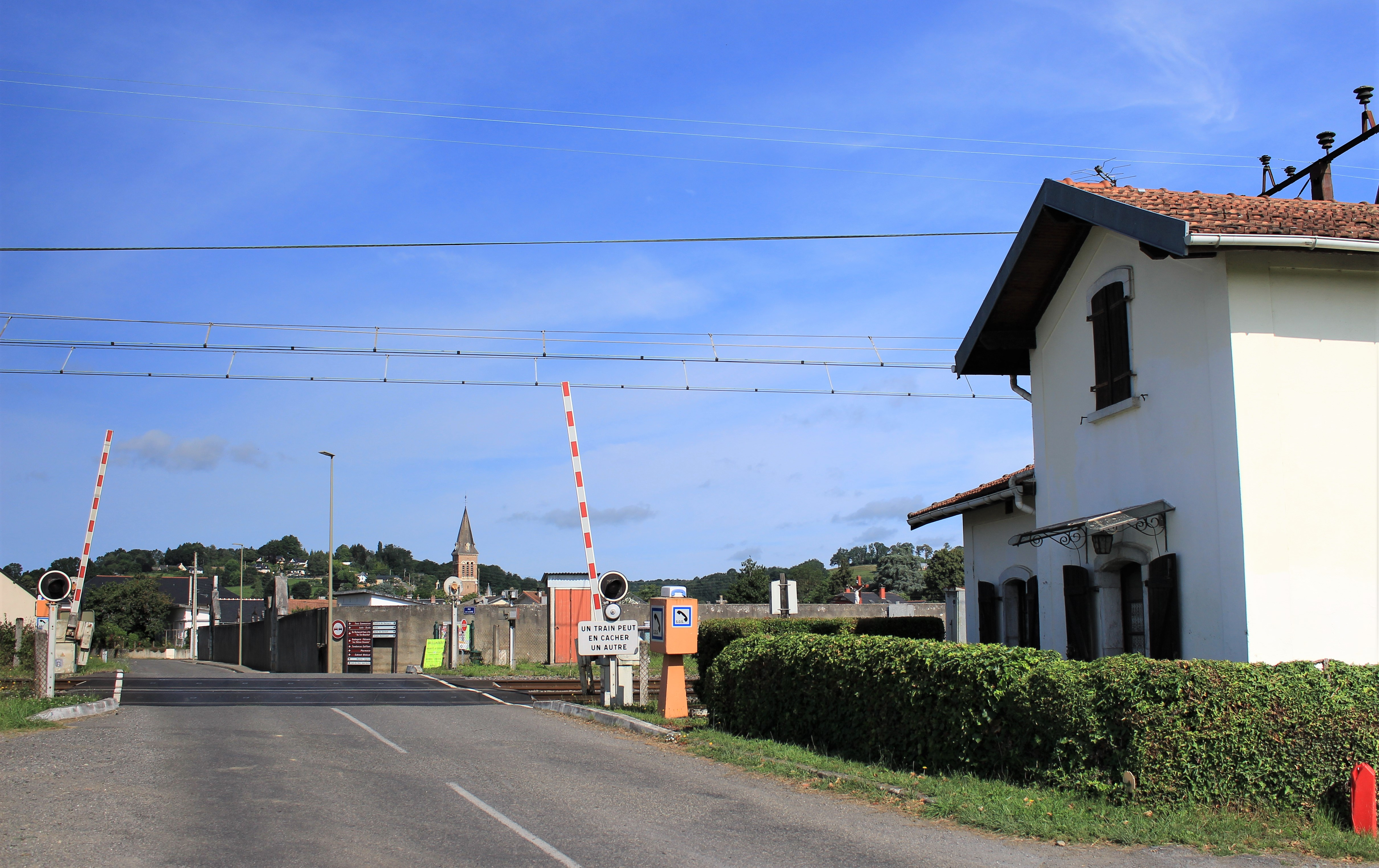
PN 173.
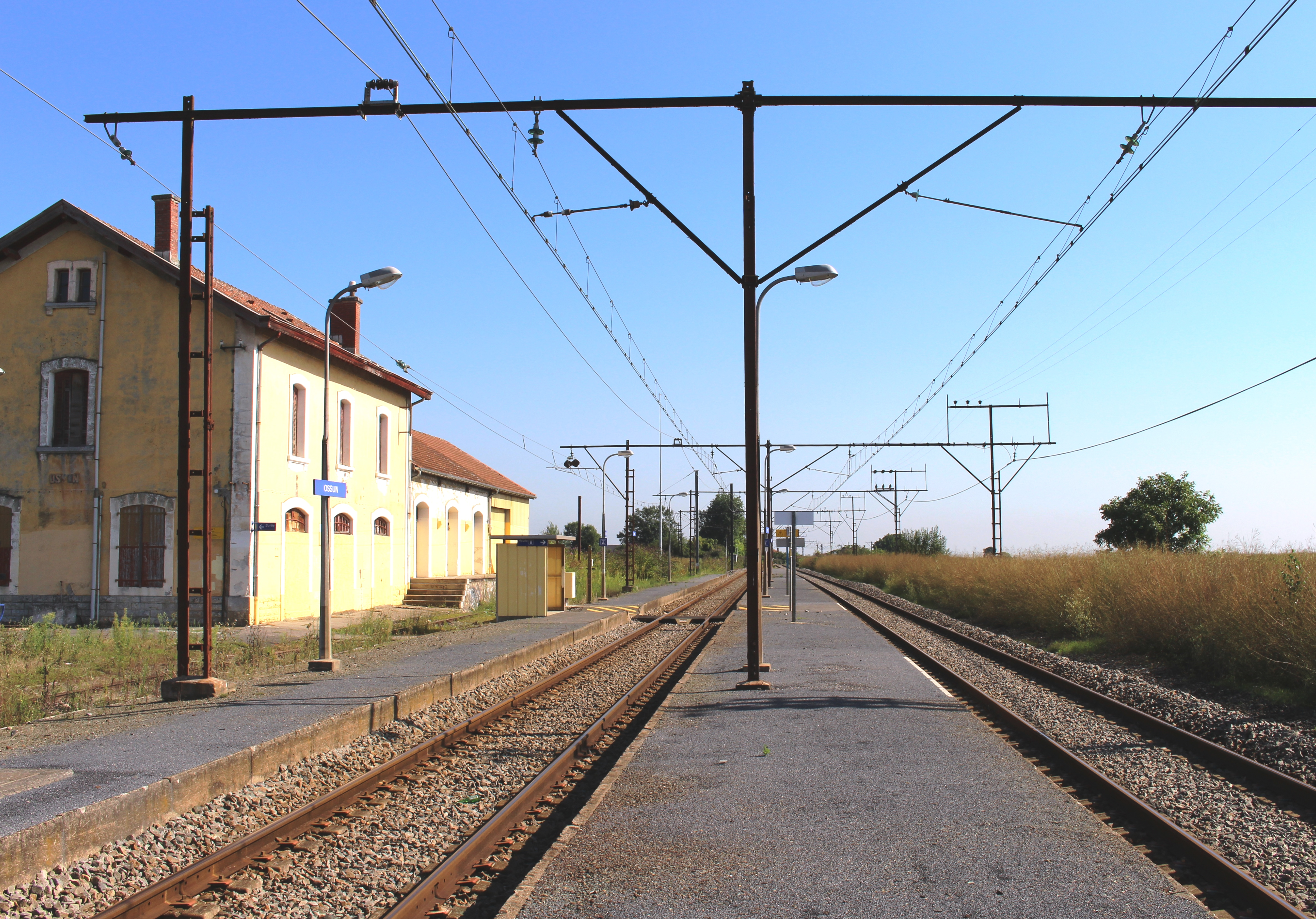
La gare d'Ossun.

### Risques majeurs
Le territoire de la commune d'Ossun est vulnérable à différents aléas naturels : météorologiques (tempête, orage, neige, grand froid, canicule ou sécheresse), inondations, feux de forêts, mouvements de terrains et séisme (sismicité moyenne). Il est également exposé à un risque technologique,  le transport de matières dangereuses. Un site publié par le BRGM permet d'évaluer simplement et rapidement les risques d'un bien localisé soit par son adresse soit par le numéro de sa parcelle.

#### Risques naturels
Certaines parties du territoire communal sont susceptibles d’être affectées par le risque d’inondation par débordement de cours d'eau, notamment le Gabas, le Souy et le Mardaing. La cartographie des zones inondables en ex-Midi-Pyrénées réalisée dans le cadre du XIe Contrat de plan État-région, visant à informer les citoyens et les décideurs sur le risque d’inondation, est accessible sur le site de la DREAL Occitanie. La commune a été reconnue en état de catastrophe naturelle au titre des dommages causés par les inondations et coulées de boue survenues en 1982, 1999 et 2009 et au titre des inondations par remontée de nappe en 2013,.
Ossun est exposée au risque de feu de forêt. Un plan départemental de protection des forêts contre les incendies a été approuvé par arrêté préfectoral le 21 avril 2020 pour la période 2020-2029. Le précédent couvrait la période 2007-2017. L’emploi du feu est régi par deux types de réglementations. D’abord le code forestier et l’arrêté préfectoral du 27 octobre 2014, qui réglementent l’emploi du feu à moins de 200 m des espaces naturels combustibles sur l’ensemble du département. Ensuite celle établie dans le cadre de la lutte contre la pollution de l’air, qui interdit le brûlage des déchets verts des particuliers. L’écobuage est quant à lui réglementé dans le cadre de commissions locales d’écobuage (CLE).

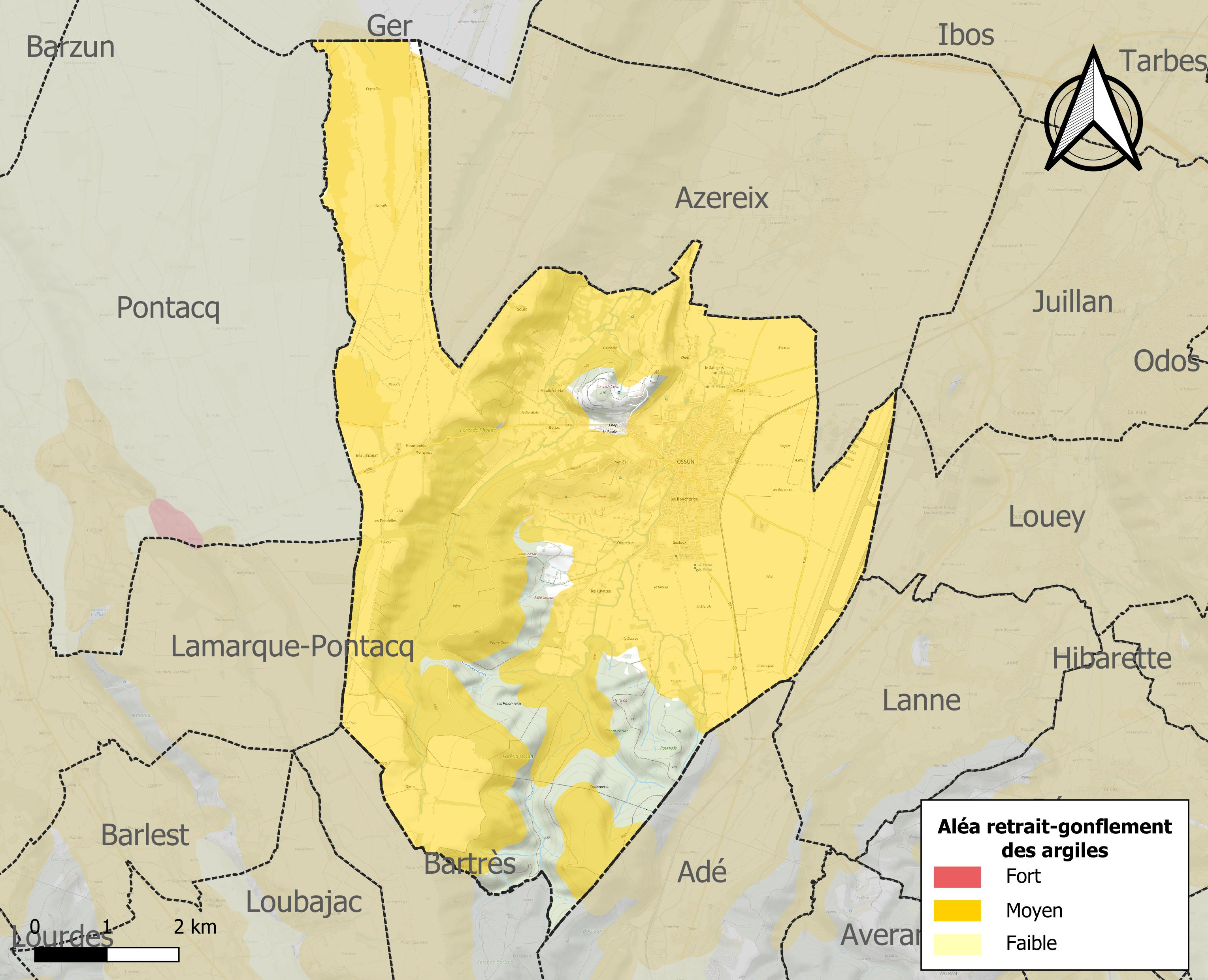
Carte des zones d'aléa retrait-gonflement des sols argileux d'Ossun.

Les mouvements de terrains susceptibles de se produire sur la commune sont des mouvements de sols liés à la présence d'argile et des tassements différentiels.
Le retrait-gonflement des sols argileux est susceptible d'engendrer des dommages importants aux bâtiments en cas d’alternance de périodes de sécheresse et de pluie. 88,1 % de la superficie communale est en aléa moyen ou fort (44,5 % au niveau départemental et 48,5 % au niveau national). Sur les 1 035 bâtiments dénombrés sur la commune en 2019, 1 004 sont en aléa moyen ou fort, soit 97 %, à comparer aux 75 % au niveau départemental et 54 % au niveau national. Une cartographie de l'exposition du territoire national au retrait gonflement des sols argileux est disponible sur le site du BRGM,.
Par ailleurs, afin de mieux appréhender le risque d’affaissement de terrain, l'inventaire national des cavités souterraines permet de localiser celles situées sur la commune.
Concernant les mouvements de terrains, la commune a été reconnue en état de catastrophe naturelle au titre des dommages causés par des mouvements de terrain en 1999 et par des glissements de terrain en 1987.

#### Risque technologique
Le risque de transport de matières dangereuses sur la commune est lié à sa traversée par une ligne de chemin de fer et une canalisation de transport d'hydrocarbures. Un accident se produisant sur de telles infrastructures est susceptible d’avoir des effets graves sur les biens, les personnes ou l'environnement, selon la nature du matériau transporté. Des dispositions d’urbanisme peuvent être préconisées en conséquence.

## Toponymie
Le nom de ce village se traduit par Aussun en gascon. Le nom d'Aussun provient du mot ours, qui se dit Ossau en gascon (on retrouve par ailleurs le pic du Midi d'Ossau). Cet ours se retrouve sur de nombreux écussons ossunois et plus particulièrement sur le blason des barons d'Ossun pour ainsi mettre en avant leurs origines gasconnes et les valeurs de courage et de force symbolisées par ce mammifère.
On trouvera les principales informations dans le Dictionnaire toponymique des communes des Hautes-Pyrénées de Michel Grosclaude et Jean-François Le Nail qui rapporte les dénominations historiques du village :
Dénominations historiques :
- Raymundus de Ossu, latin et gascon (1095, cartulaire de Saint-Pé) ;
- in Ossuno, latin (v. 1110, cartulaires Bigorre) ;
- A Ossu (v. 1200-1230, ibid.) ;
- de Ossum[?], Ramundus de Ossu, de Ossuno, W. Fuert d'Oson, latin (1248, Du Bourg)[39] ;
- en Aramon d’Ossuu (1283, procès Bigorre) ;
- De Ossuno, latin (1313, Debita regi registres paroissiaux ; 1342, pouillé de Tarbes) ;
- Ossun (1384, livre vert de Bénac) ;
- Ossun (1429, censier de Bigorre) ;
- Ossun (fin XVIIIe siècle, carte de Cassini).

Nom occitan : Aussun.

## Histoire
Ossun se trouve au cœur de la grande nécropole préhistorique s'étendant de Dax à Lannemezan. On a pu compter 27 tumulus sur le territoire du bourg, ils sont répartis en neuf groupes et leur diamètre varie entre 6 et 20 m. La plupart de ces tumulus ont malheureusement été détruits par les bulldozers lors de la mise en valeur des landes en 1964. On peut toujours en contempler un sur le plateau de Ger, dominant le village d'Ossun à l'ouest.
On a aussi découvert des restes des populations celtibériennes, populations particulières au piémont pyrénéen. Ces restes sont des tombes où l'on a pu découvrir des armes diverses telles que des épées à antennes et des javelots à crochets.
Le 19 janvier 1944, la résistance fait dérailler un train, composé de huit voitures et un fourgon, reliant Toulouse à Pau entre les gares de Juillan et d'Ossun faisant 25 morts et une cinquantaine de blessés.

## Politique et administration

### Liste des maires

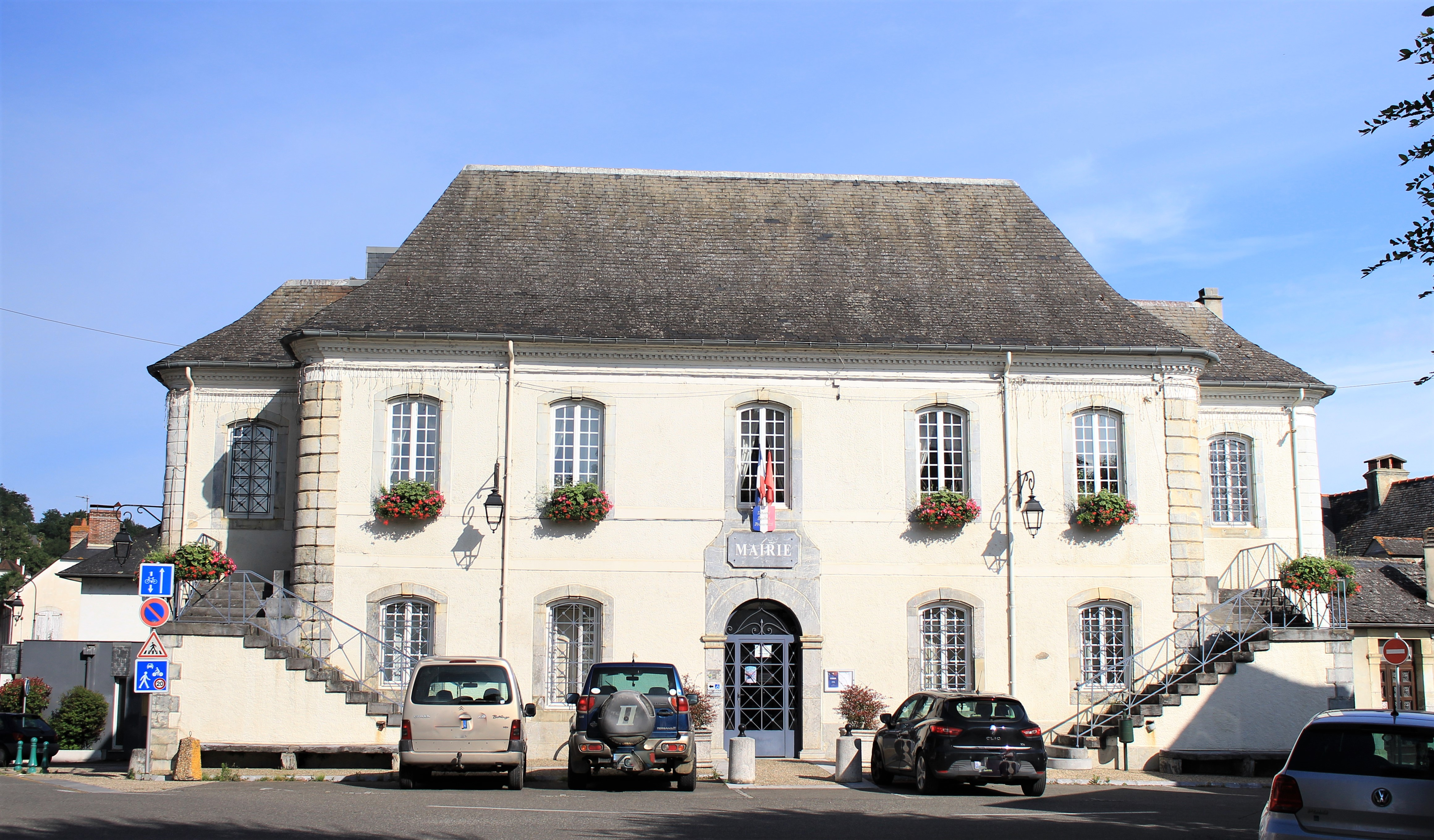
La mairie en 2023.

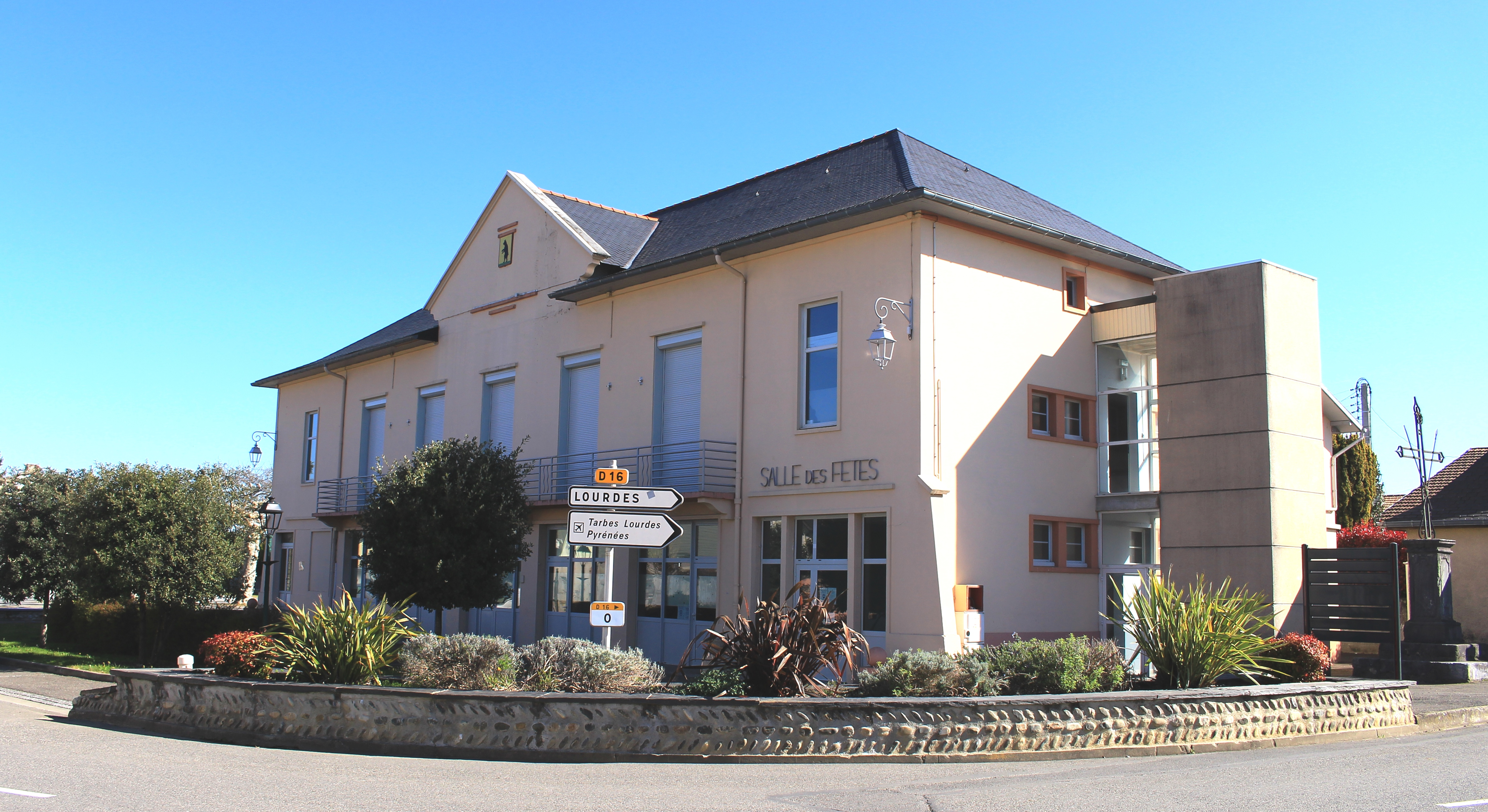
Le foyer rural en 2021.

| Période                                  | Période   | Identité          | Étiquette | Qualité                  |
| ---------------------------------------- | --------- | ----------------- | --------- | ------------------------ |
| Les données manquantes sont à compléter. |           |                   |           |                          |
| mars 1977                                | mars 1989 | Pierre Baget      |           |                          |
| mars 1989                                | juin 1995 | Édouard Menginou  |           | Ouvrier à l'usine Morane |
| mars 1995                                | mars 2001 | Charles Barreat   | PS        |                          |
| mars 2001                                | mars 2008 | Michel Hourne     | PS        |                          |
| mars 2008                                | mars 2014 | Charles Barreat   | PS        |                          |
| mars 2014                                | En cours  | Francis Bordenave | DVG       | Fonctionnaire            |

### Intercommunalité

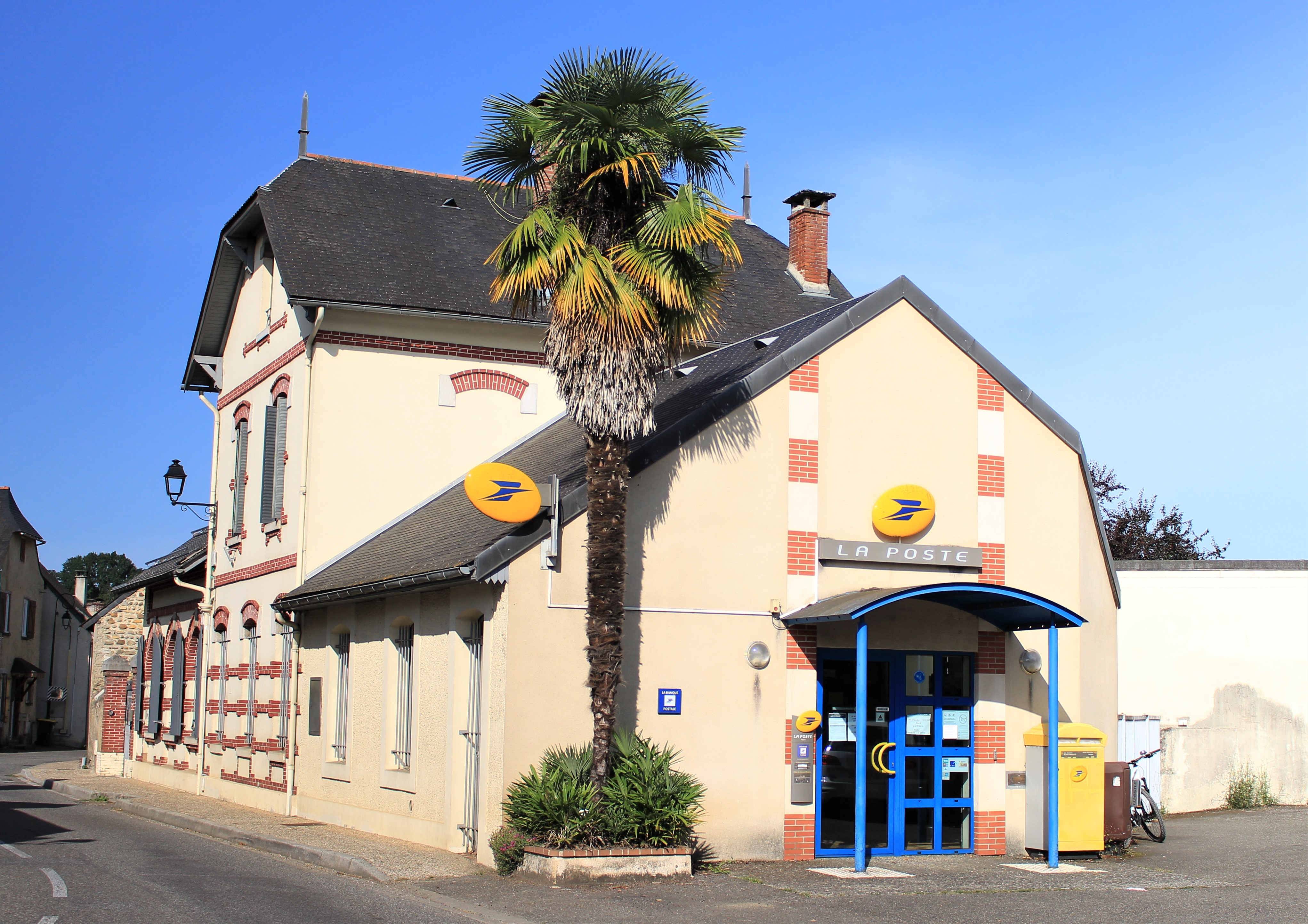
La Poste.

La communauté de communes du canton d'Ossun s'articule autour de cette commune qui est un chef-lieu de canton et dépend de l'arrondissement de Tarbes. Le Trésor public y possèdait une antenne.

#### Intercommunalité
Ossun appartient à la Communauté d'agglomération Tarbes-Lourdes-Pyrénées créée en janvier 2017 et qui réunit 86 communes.

## Population et société

### Démographie
L'évolution du nombre d'habitants est connue à travers les recensements de la population effectués dans la commune depuis 1793. Pour les communes de moins de 10 000 habitants, une enquête de recensement portant sur toute la population est réalisée tous les cinq ans, les populations de référence des années intermédiaires étant quant à elles estimées par interpolation ou extrapolation. Pour la commune, le premier recensement exhaustif entrant dans le cadre du nouveau dispositif a été réalisé en 2008.

En 2022, la commune comptait 2 352 habitants, en évolution de −0,51 % par rapport à 2016 (Hautes-Pyrénées : +1,59 %, France hors Mayotte : +2,11 %).
| 1793  | 1800  | 1806  | 1821  | 1831  | 1836  | 1841  | 1846  | 1851  |
| ----- | ----- | ----- | ----- | ----- | ----- | ----- | ----- | ----- |
| 1 770 | 3 019 | 3 072 | 3 552 | 3 243 | 3 101 | 3 016 | 3 004 | 2 964 |

| 1856  | 1861  | 1866  | 1876  | 1881  | 1886  | 1891  | 1896  | 1901  |
| ----- | ----- | ----- | ----- | ----- | ----- | ----- | ----- | ----- |
| 2 846 | 2 733 | 2 595 | 2 504 | 2 451 | 2 315 | 2 337 | 2 025 | 2 050 |

| 1906  | 1911  | 1921  | 1926  | 1931  | 1936  | 1946  | 1954  | 1962  |
| ----- | ----- | ----- | ----- | ----- | ----- | ----- | ----- | ----- |
| 2 034 | 1 833 | 1 621 | 1 669 | 1 683 | 1 717 | 1 717 | 1 777 | 1 851 |

| 1968  | 1975  | 1982  | 1990  | 1999  | 2006  | 2008  | 2013  | 2018  |
| ----- | ----- | ----- | ----- | ----- | ----- | ----- | ----- | ----- |
| 1 896 | 1 837 | 1 757 | 2 083 | 2 171 | 2 251 | 2 275 | 2 314 | 2 372 |

| 2022  | - | - | - | - | - | - | - | - |
| ----- | - | - | - | - | - | - | - | - |
| 2 352 | - | - | - | - | - | - | - | - |

### Enseignement
La commune dispose d'une école primaire publique et d'une école libre.

Sélection de vues des établissements scolaires
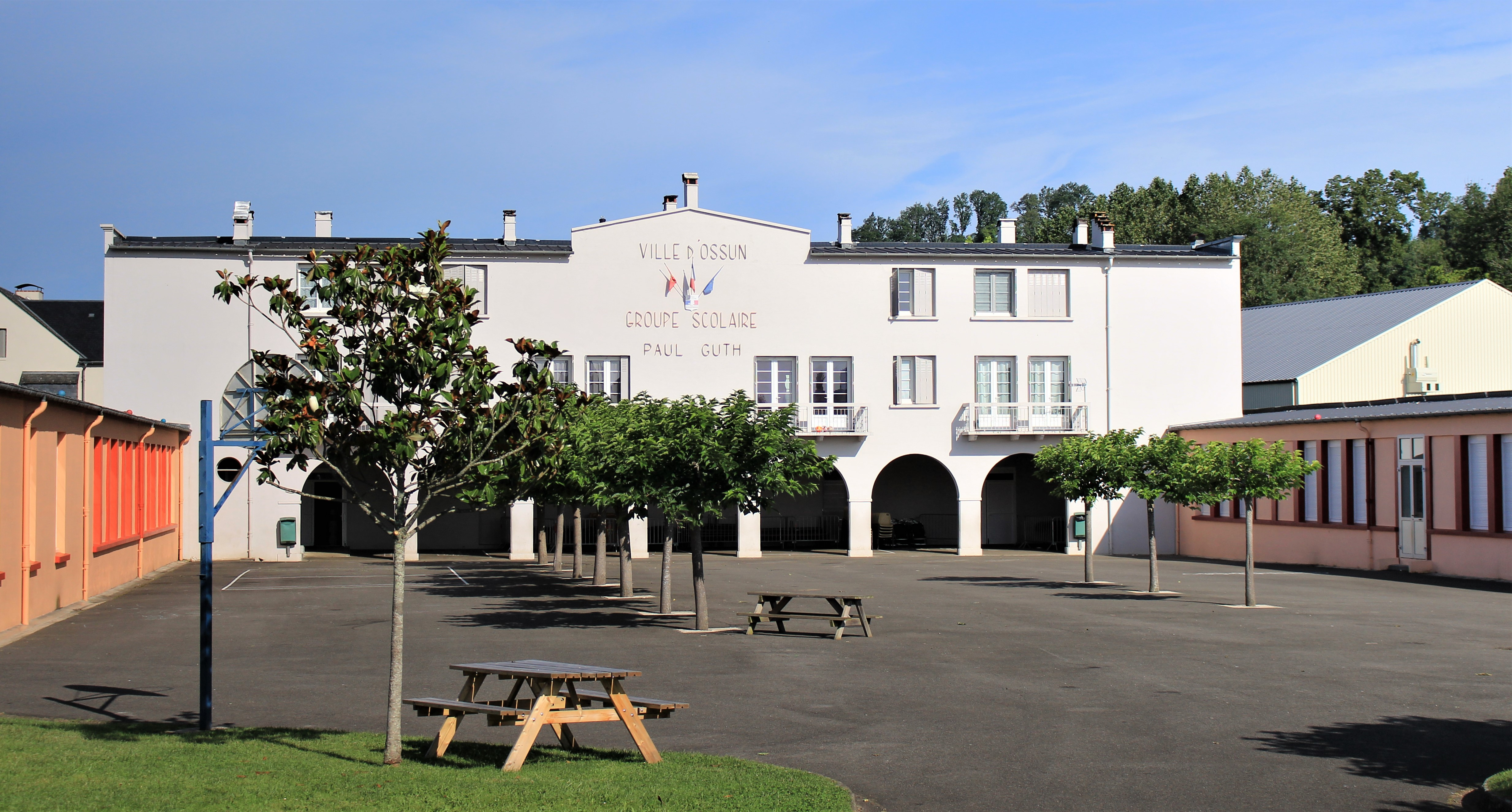
École Paul Guth.
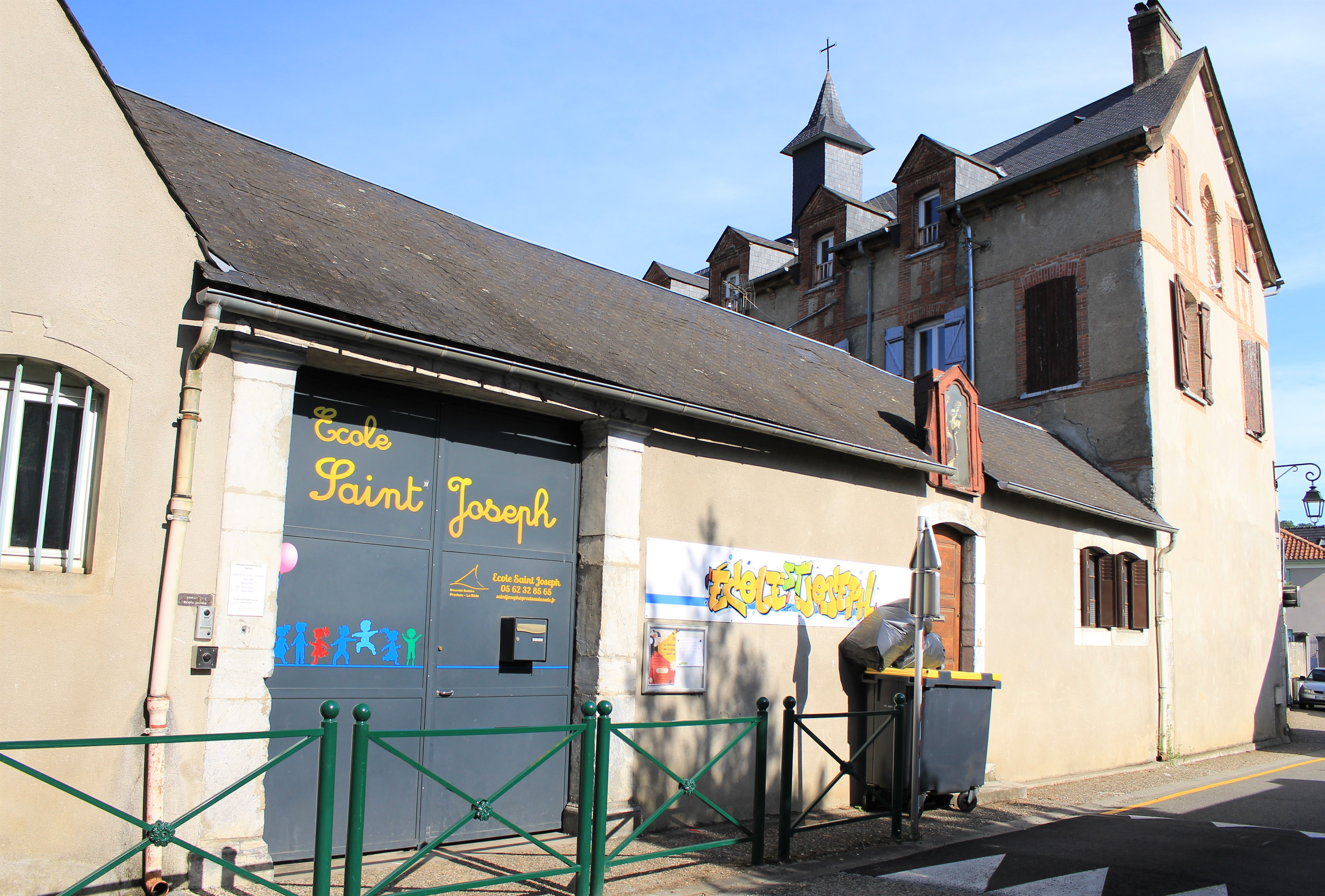
École privée Saint-Joseph.

### Sports

Sélection de vues des installations sportives municipales en 2021
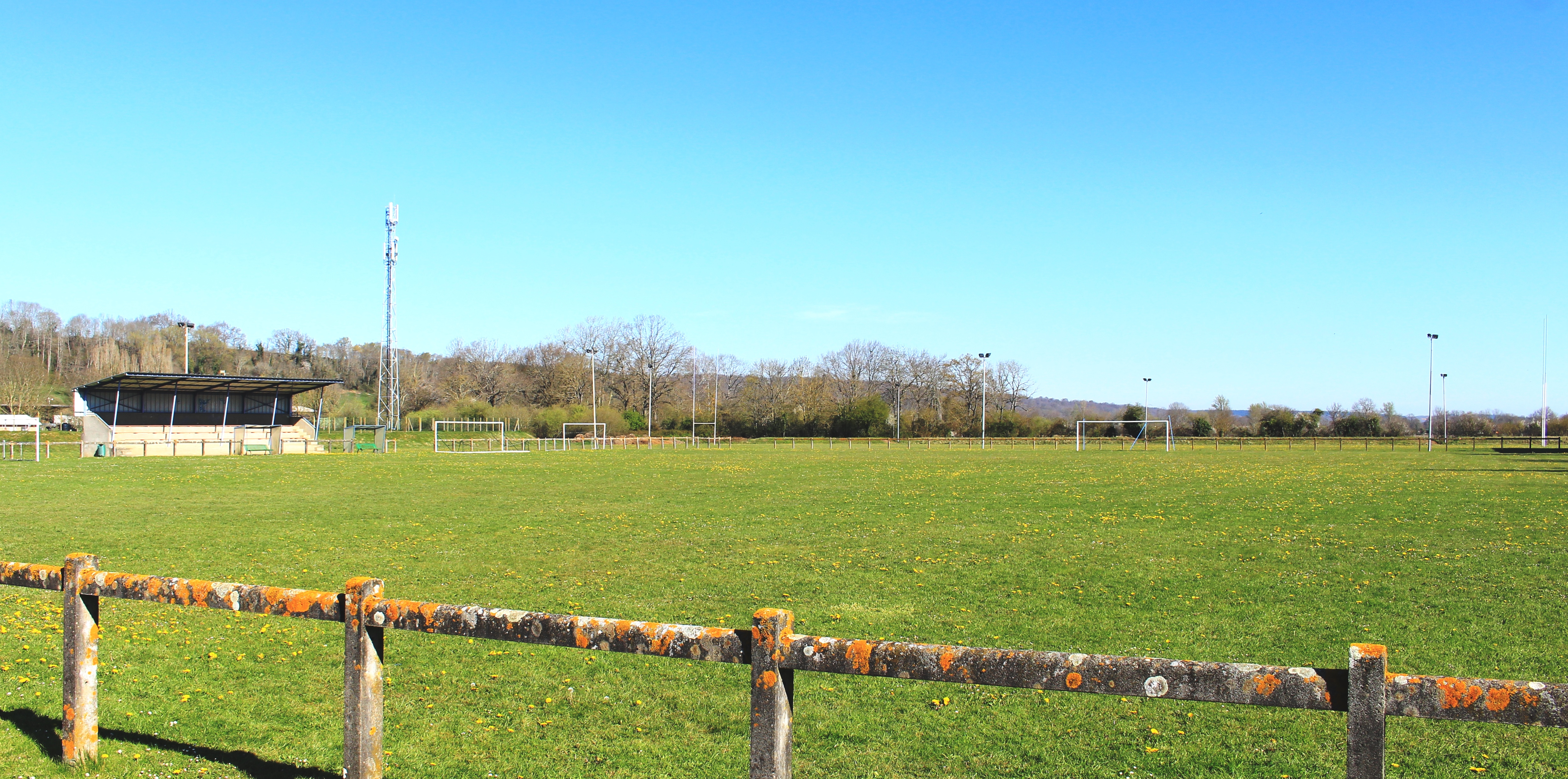
Le stade de football Joseph-Mérillon.
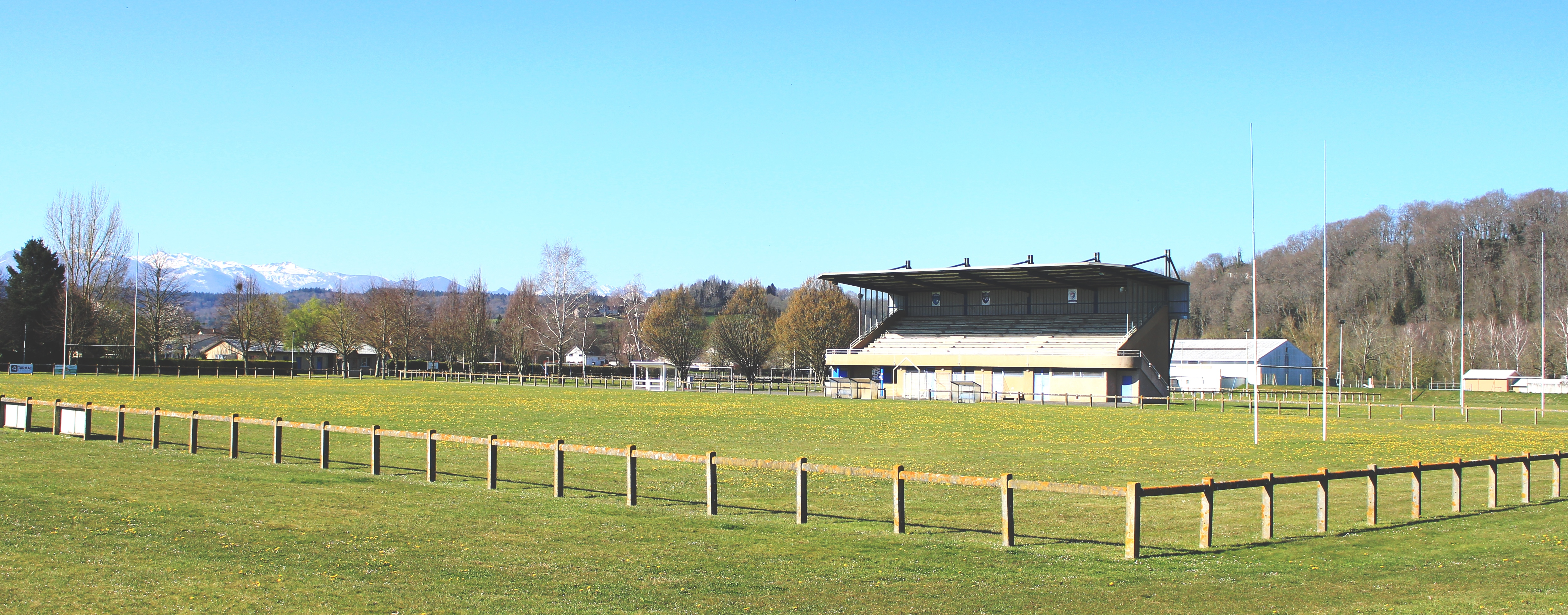
Le stade de rugby Joseph-Mérillon.
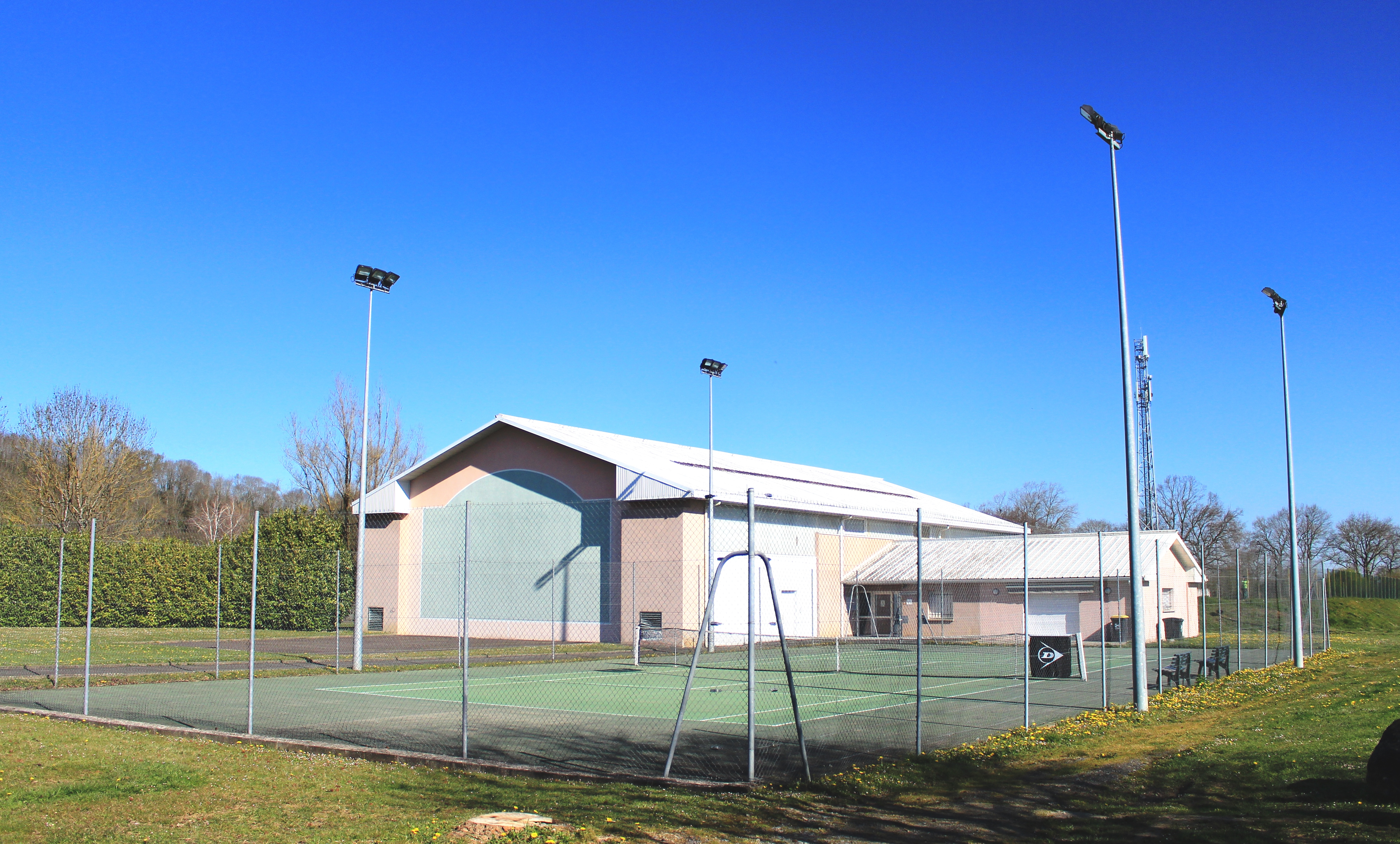
Le court de tennis.
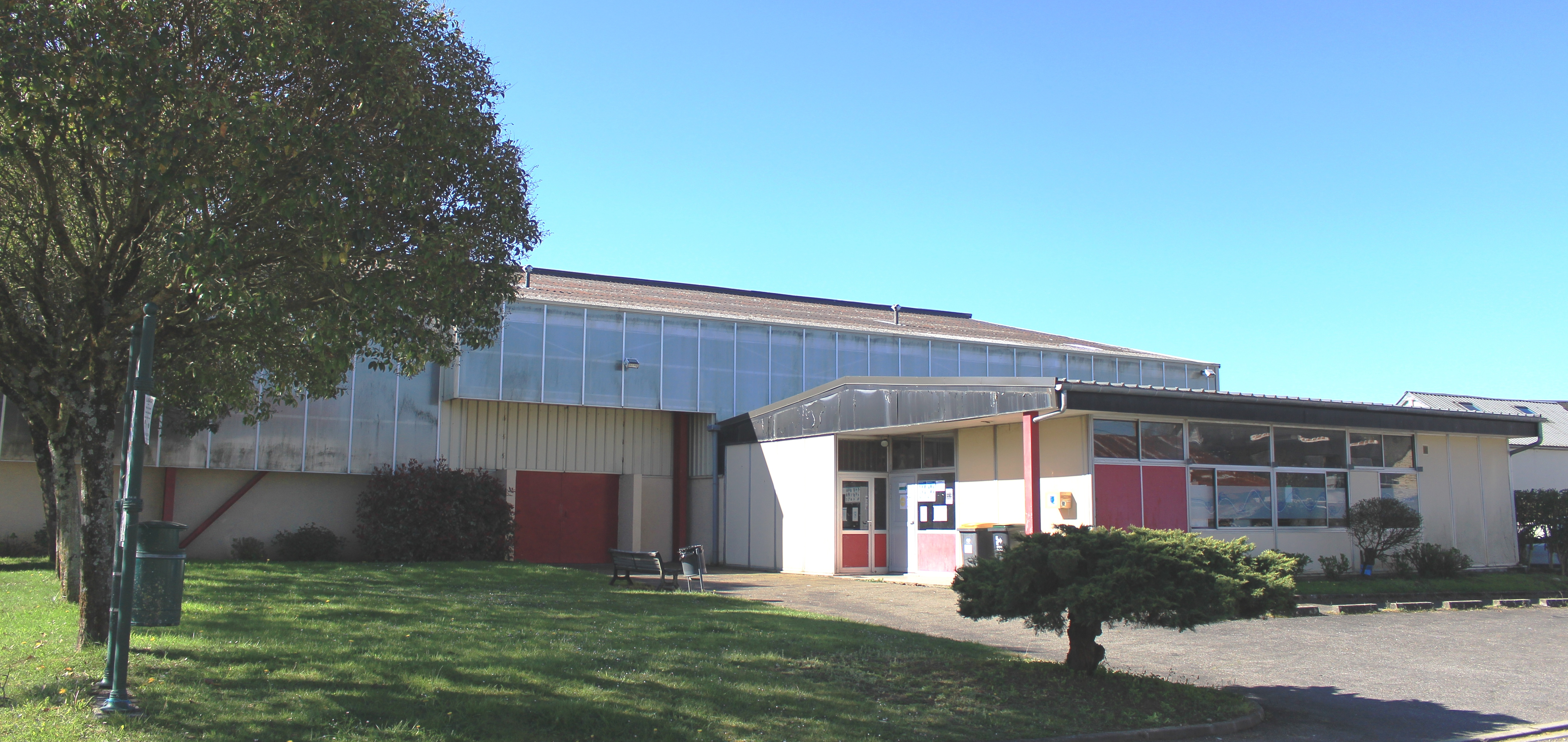
Le gymnase.

## Économie

### Revenus
En 2018, la commune compte 955 ménages fiscaux, regroupant 2 241 personnes. La médiane du revenu disponible par unité de consommation est de 21 410 € (20 420 € dans le département). 49 % des ménages fiscaux sont imposés (44,4 % dans le département).

### Emploi
|                | 2008  | 2013  | 2018  |
| -------------- | ----- | ----- | ----- |
| Commune        | 5,7 % | 7,8 % | 7,1 % |
| Département    | 7,7 % | 9,4 % | 9,8 % |
| France entière | 8,3 % | 10 %  | 10 %  |

En 2018, la population âgée de 15 à 64 ans s'élève à 1 404 personnes, parmi lesquelles on compte 76,9 % d'actifs (69,8 % ayant un emploi et 7,1 % de chômeurs) et 23,1 % d'inactifs,. Depuis 2008, le taux de chômage communal (au sens du recensement) des 15-64 ans est inférieur à celui de la France et du département.
La commune fait partie de la couronne de l'aire d'attraction de Tarbes, du fait qu'au moins 15 % des actifs travaillent dans le pôle,. Elle compte 485 emplois en 2018, contre 622 en 2013 et 683 en 2008. Le nombre d'actifs ayant un emploi résidant dans la commune est de 991, soit un indicateur de concentration d'emploi de 48,9 % et un taux d'activité parmi les 15 ans ou plus de 55,4 %.
Sur ces 991 actifs de 15 ans ou plus ayant un emploi, 172 travaillent dans la commune, soit 17 % des habitants. Pour se rendre au travail, 91,4 % des habitants utilisent un véhicule personnel ou de fonction à quatre roues, 0,6 % les transports en commun, 2,9 % s'y rendent en deux-roues, à vélo ou à pied et 5 % n'ont pas besoin de transport (travail au domicile).

### Activités

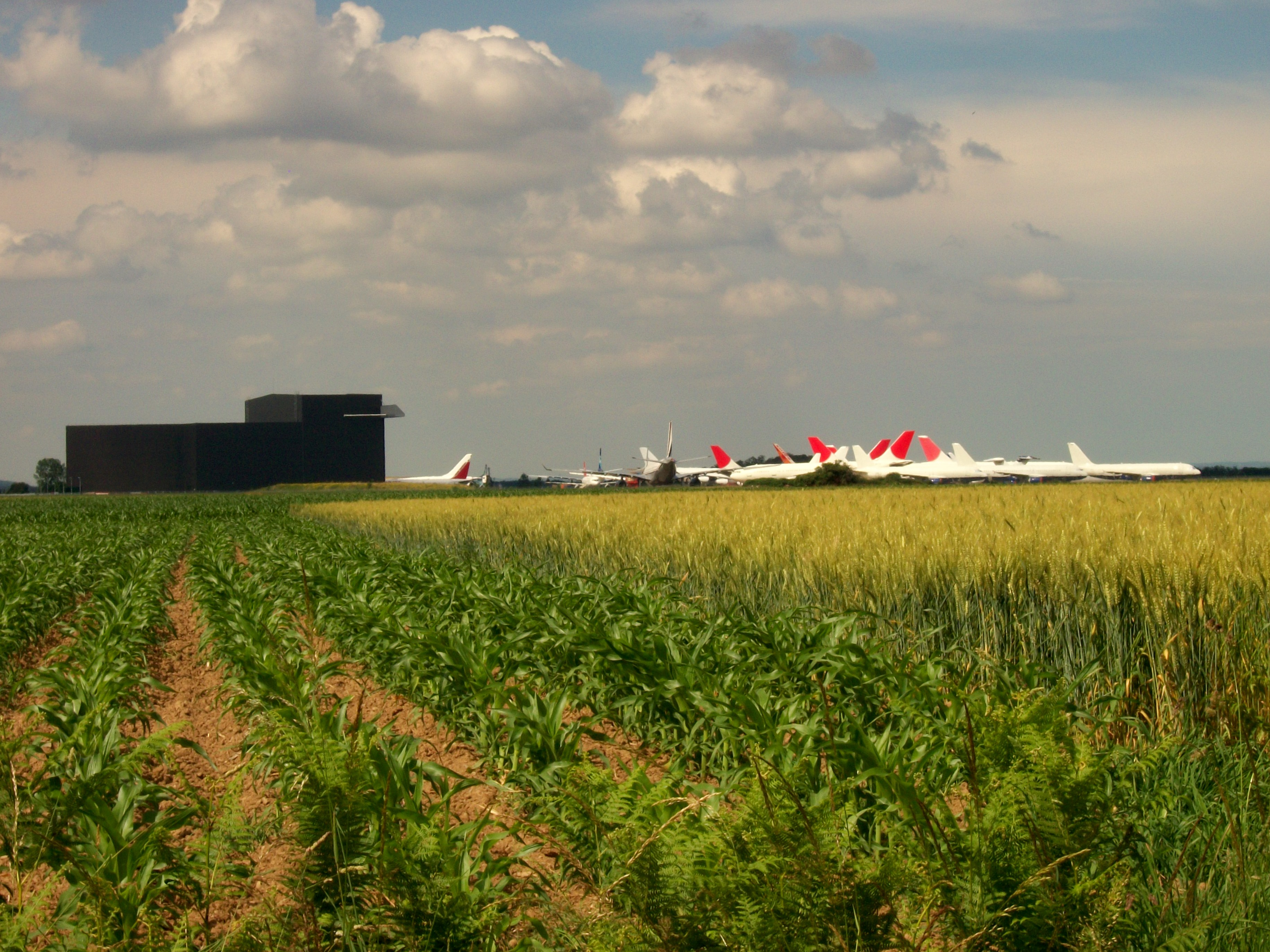
TARMAC et les champs avoisinants.

La commune compte plus d'une quinzaine de commerces.
Aux abords de l'aéroport de Tarbes-Lourdes-Pyrénées, se déploie la zone d'activité Pyrène Aéro Pôle. Le bâtiment de TARMAC aerosave voué au démantèlement d'avions marque profondément le paysage du fait de sa taille. De nombreuses autres entreprises sont représentées telle que EADS Socata qui fabrique des avions d'affaires et de tourisme.

## Culture locale et patrimoine

### Lieux et monuments
- Hôtel de ville ;
- Église Saint-Blaise d'Ossun ;
- Chapelle Saint-Joseph d'Ossun ;

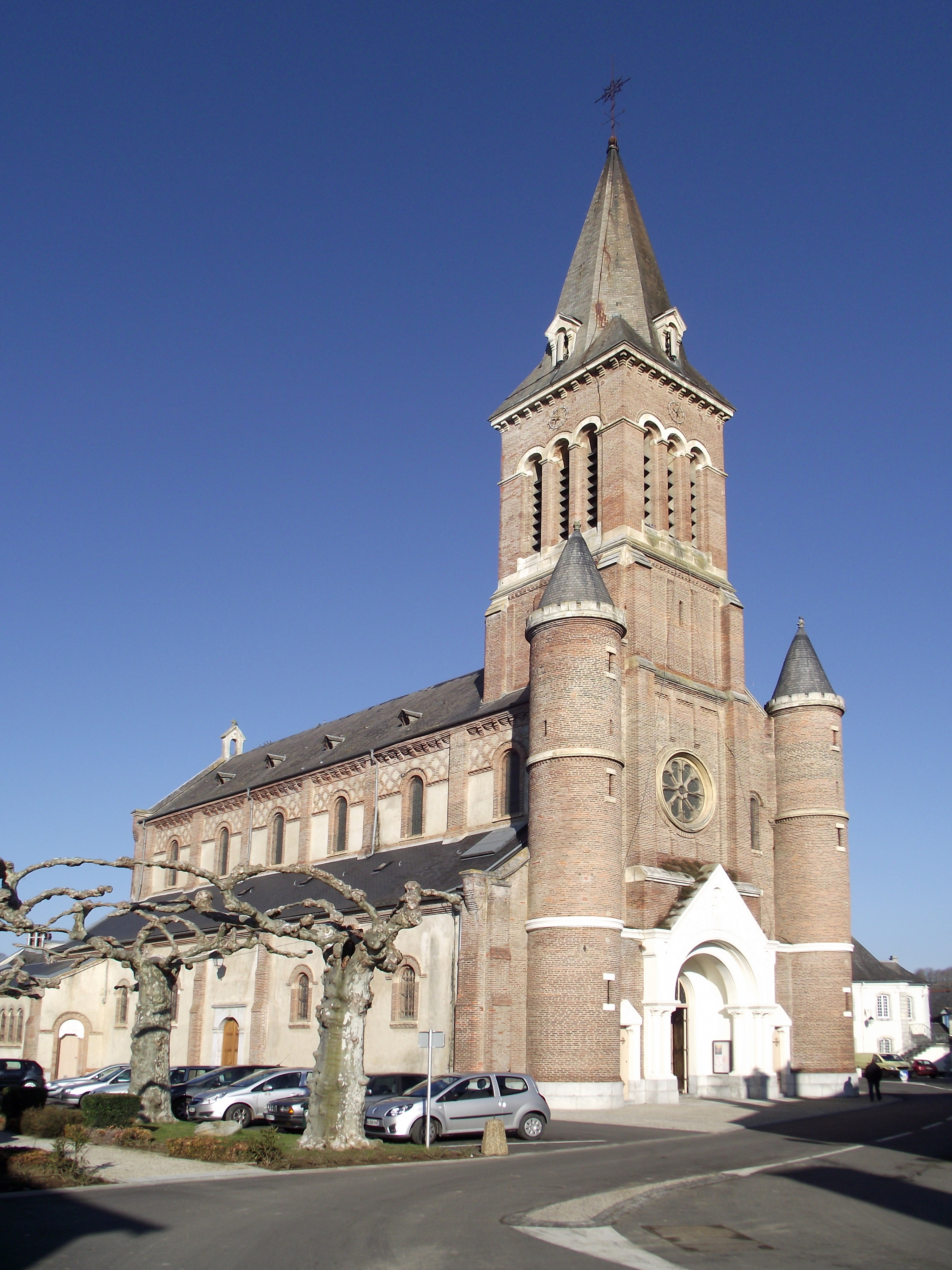
Église Saint-Blaise.

- Chapelle Notre-Dame de Bellau d'Ossun ;
- Croix monumentale de la crucifixion.
- Pont de Bellau ;
- Camp de César.
- Le Monument aux morts municipal œuvre de Etienne Camus.

Sélection de vues des édifices religieux
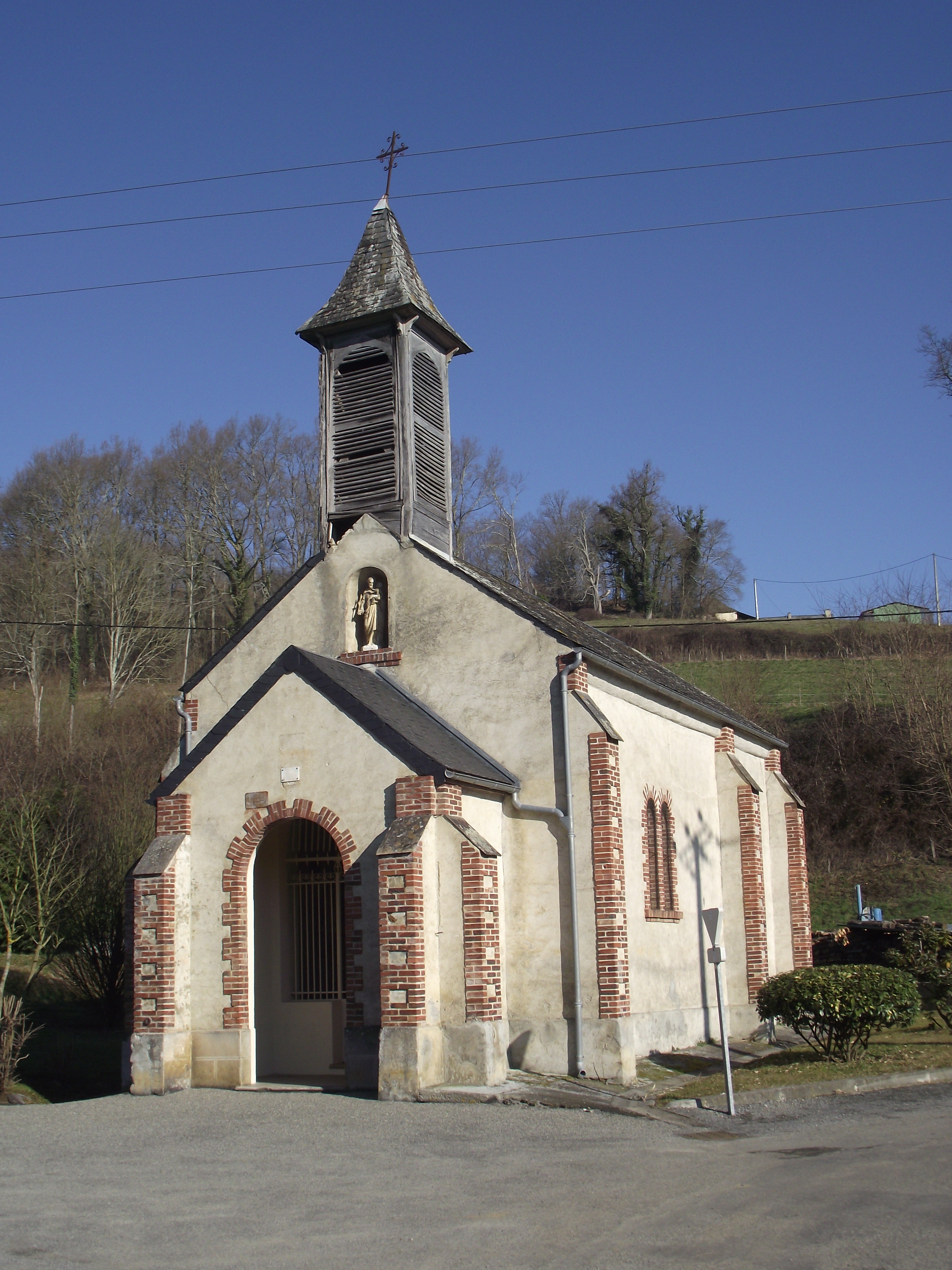
Chapelle Saint-Joseph.
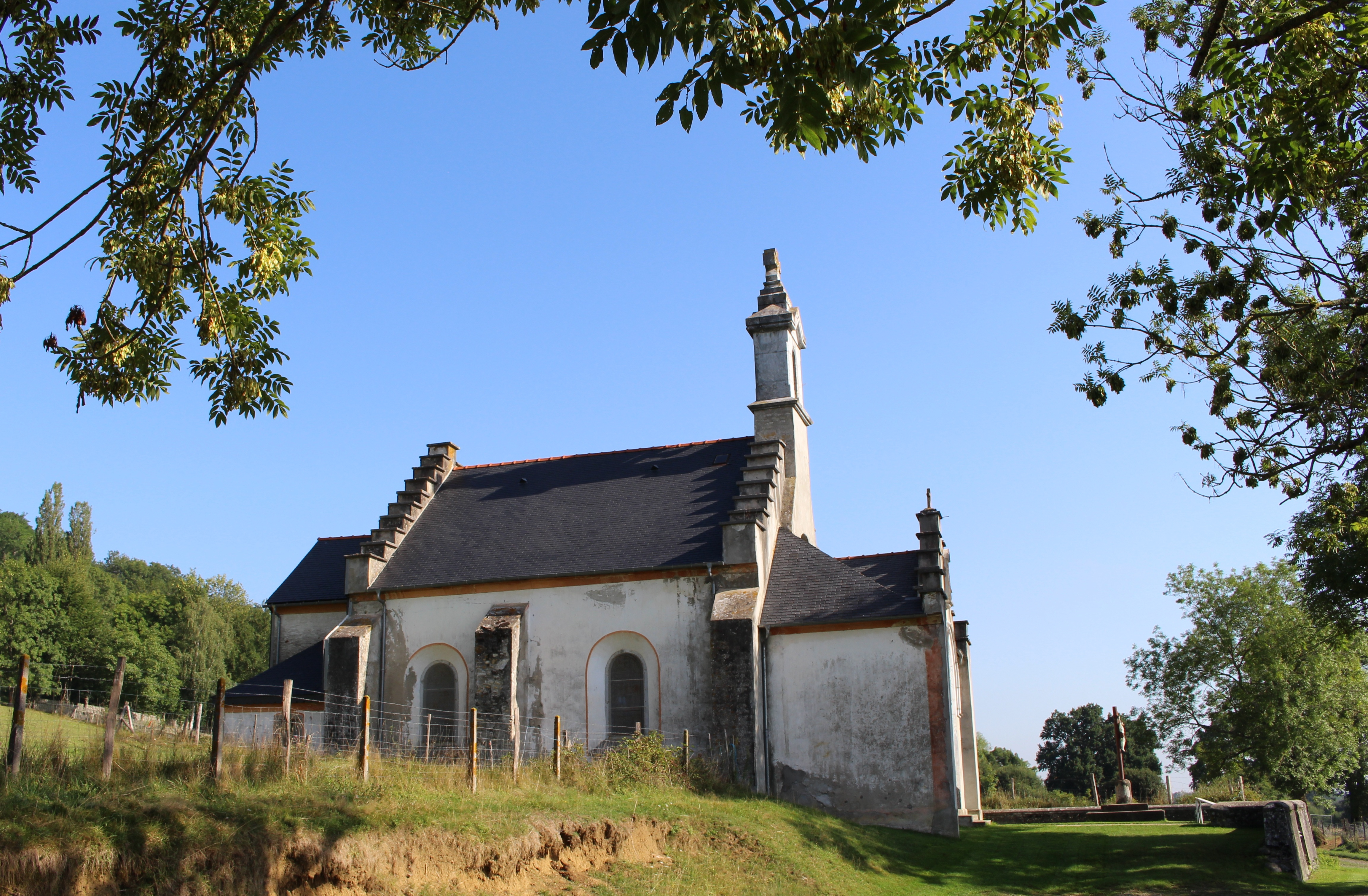
Chapelle Notre-Dame de Belleau.
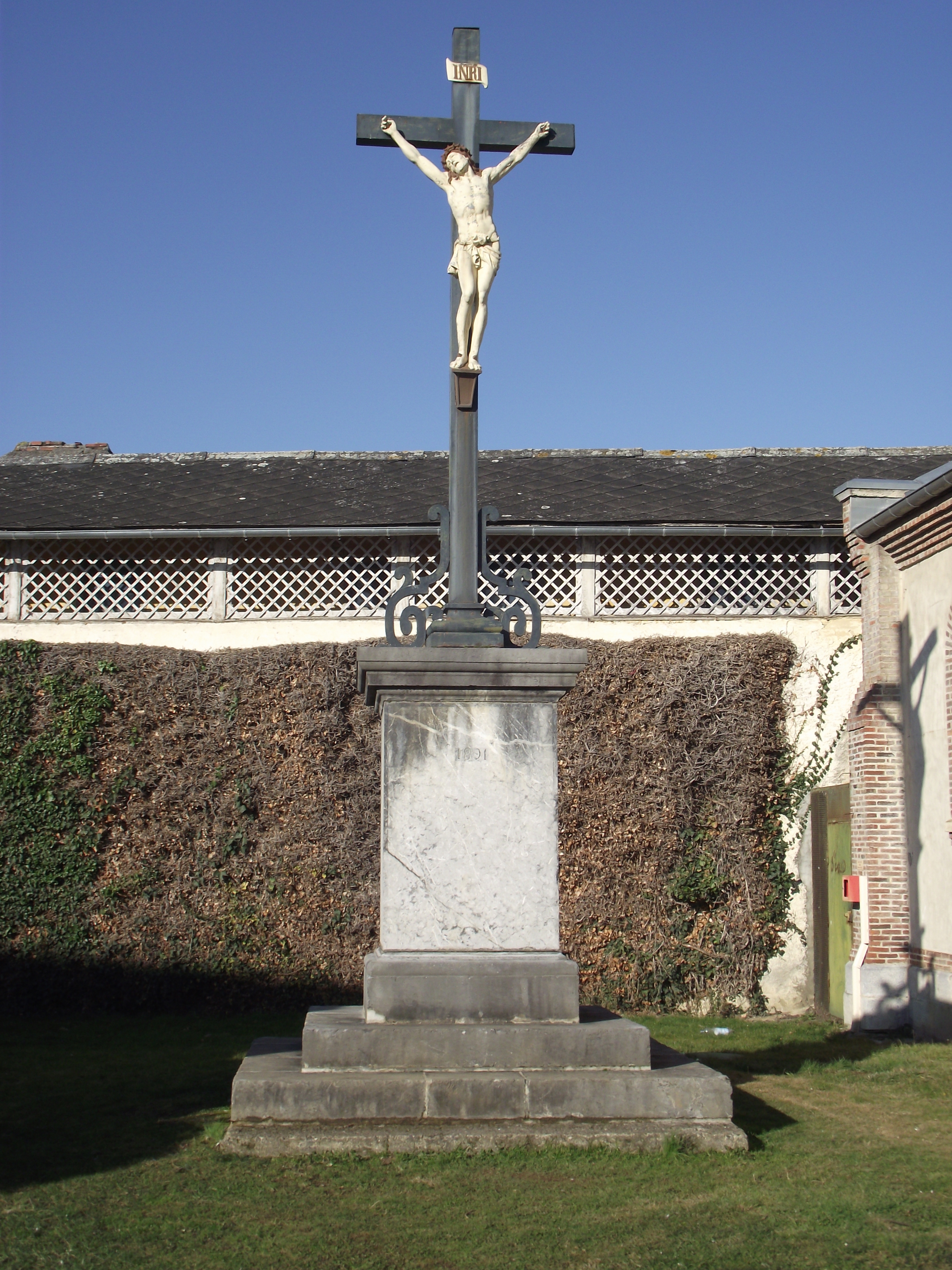
Croix monumentale de la crucifixion.
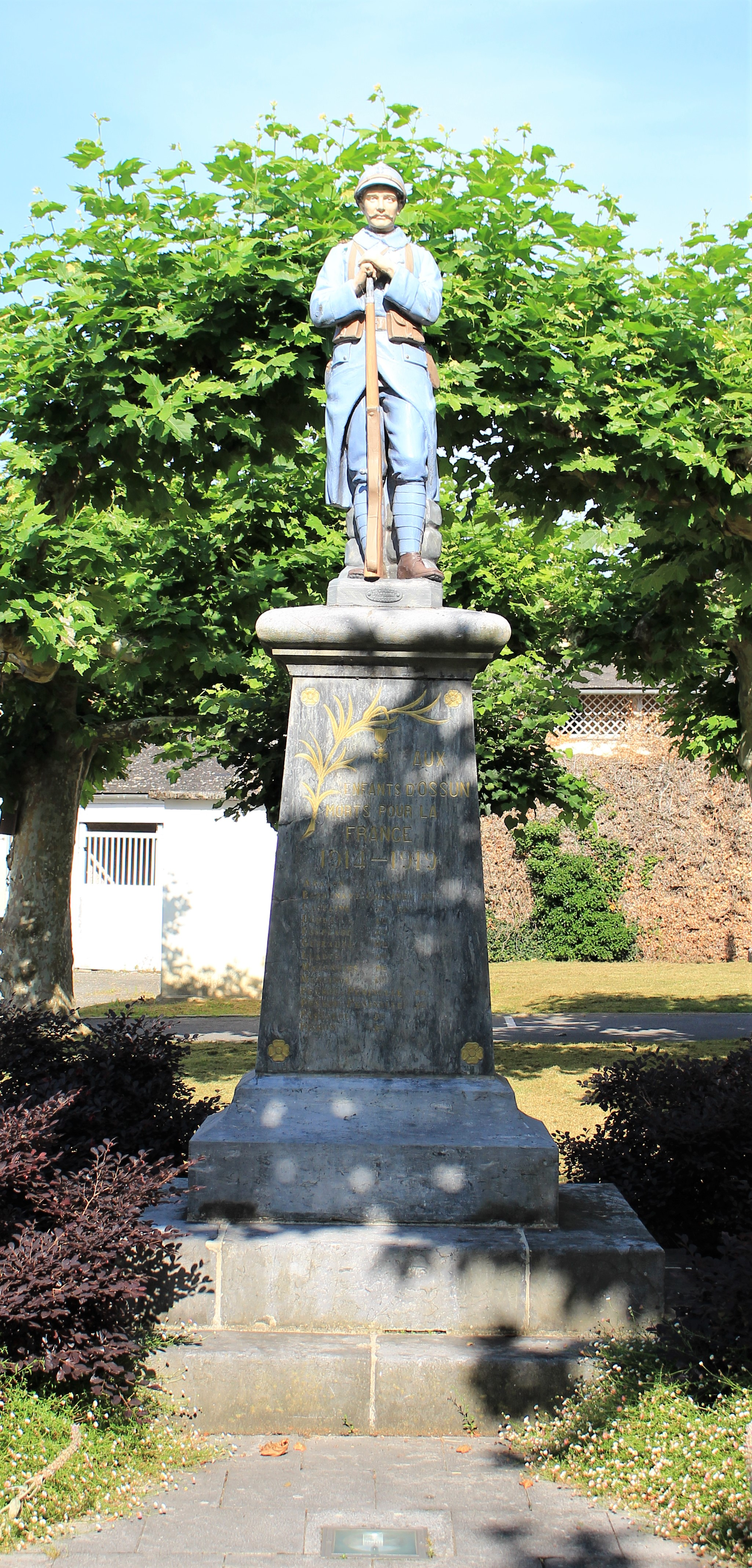
Monument aux morts.
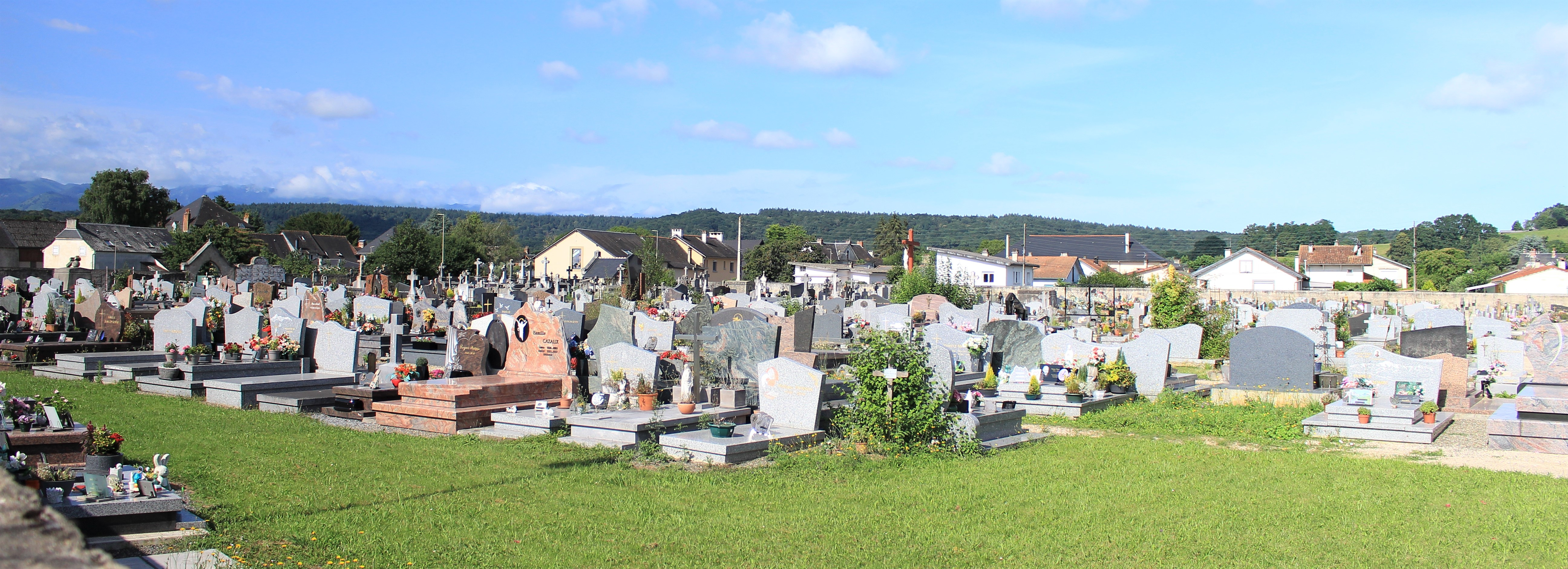
Le cimetière.
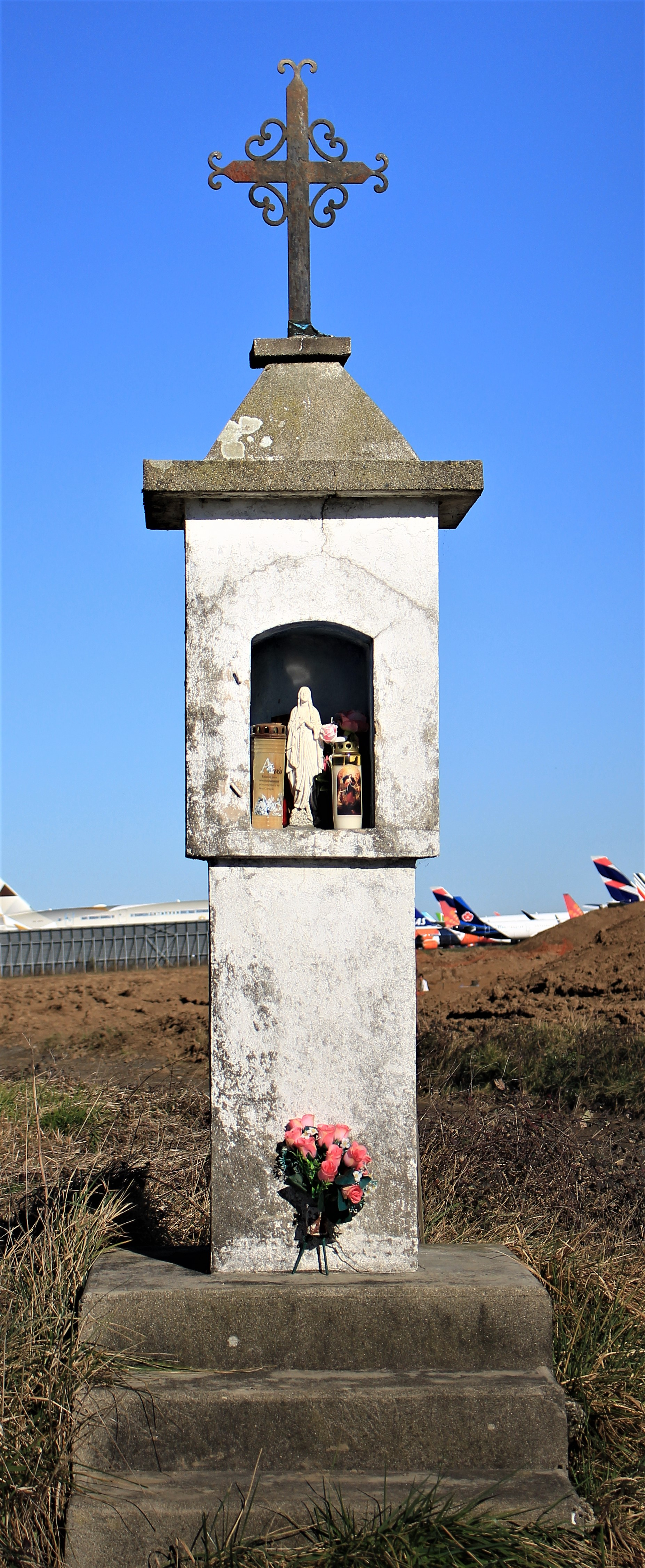
L'oratoire.

### Héraldique
| Blason | Blasonnement : D’argent à un ours au naturel sur une terrasse de sinople. Commentaires : ce blason est officiel (vérifié auprès de la mairie). |

### Personnalités liées à la commune
- Hector d'Ossun (1494-1574), évêque de Couserans
- Paul Guth, romancier, essayiste, chroniqueur, mémorialiste, historien, pamphlétaire, est né le 5 mars 1910 à Ossun.
- Robert Morane ingénieur aéronautique.
- Daniel Saint-Pastous, né le 18 avril 1919 à Ossun et décédé en décembre 2010 à Juillan. Joueur de rugby à XV. Vainqueur du championnat de France de rugby à XV avec Lourdes en 1948, 1952 et 1953. Finaliste du championnat de France de rugby à XV en 1945, 1945 et 1955 avec Lourdes. Pilier (1,76 m - 96 kg).